# Canadá
O Canadá (em inglês: Canada, pronunciado [ˈkænədə] (escutarⓘ); em francês: Canada, pronunciado: [kanada]) é um país que ocupa grande parte da América do Norte e se estende desde o oceano Atlântico, a leste, até o oceano Pacífico, a oeste. Ao norte o país é limitado pelo oceano Ártico. É o segundo maior país do mundo em área total, superado apenas pela Rússia, e a sua fronteira comum com os Estados Unidos, no sul e no noroeste, é a mais longa fronteira terrestre do mundo.
As terras ocupadas pelo Canadá são habitadas há milênios por diferentes grupos de povos aborígines. Começando no fim do século XV, expedições britânicas, portuguesas e francesas exploraram e, mais tarde, se estabeleceram ao longo da costa Atlântica do país. A França cedeu quase todas as suas colônias na América do Norte em 1763 depois da Guerra dos Sete Anos. Em 1867, com a união de três colônias britânicas da América do Norte em uma confederação, o Canadá foi formado como um domínio federal de quatro províncias. Isto começou com um acréscimo de províncias e territórios e com um processo de aumento de autonomia do Reino Unido. Esta ampliação de autonomia foi salientada pelo Estatuto de Westminster de 1931 e culminou no Canada Act de 1982, que eliminou os vestígios de dependência jurídica do Parlamento Britânico.
O Canadá é uma federação composta por dez províncias e três territórios, uma democracia parlamentar e uma monarquia constitucional, com o rei Carlos III como chefe de Estado — um símbolo dos laços históricos do Canadá com o Reino Unido — sendo o governo dirigido por um primeiro-ministro, cargo ocupado atualmente (2025) por Mark Carney. É um país bilíngue e multicultural, com o inglês e o francês como línguas oficiais. Um dos países mais desenvolvidos do mundo, o Canadá tem uma economia diversificada, dependente dos seus abundantes recursos naturais e do comércio, particularmente com os Estados Unidos, país com que o Canadá tem um relacionamento longo e complexo. É um membro do G7, do G20, da OTAN, da OCDE, da OMC, da Comunidade das Nações, da OIF, da OEA, da APEC e das Nações Unidas.

## Etimologia
Existem várias teorias quanto à origem etimológica da palavra Canadá. O Dictionary of Canadianisms on Historical Principles Online considera que a etimologia da palavra Canadá não se encontra claramente estabelecida e apresenta uma extensa lista com várias teorias que foram apresentadas ao longo dos tempos.
A teoria com mais aceitação talvez seja a de que a origem do nome Canadá venha da palavra iroquesa kanata, que significa "aldeia" ou "povoado". Em 1535, nativos americanos vivendo na região utilizaram a palavra para explicar ao explorador francês Jacques Cartier o caminho para a aldeia de Stadacona, local onde se encontra atualmente a cidade de Quebec. Cartier utilizou a palavra não somente em referência a Stadacona, mas também a toda a região sujeita ao domínio de Donnacona, então cacique de Stadacona. Por volta de 1547, mapas europeus passaram a nomear esta região, acrescida das áreas que a cercavam, pelo nome Canada.
Outra teoria atribui a origem do nome Canadá a navegadores espanhóis que, tendo chegado às costas do Canadá e não encontrado nem ouro nem nada de proveito, teriam dito "Acá nada", palavras que, mais tarde, repetir-se-iam pelos nativos e pelos franceses.
Outra teoria bastante divulgada há séculos é que um navegador português, depois de visitar as terras geladas do continente norte-americano, teria deixado escrito num mapa "Cá Nada", pois nas terras nada haveria de interessante, e mais tarde um copista francês teria interpretado essas duas palavras como sendo o nome da terra. O historiador luso-alemão Rainer Daehnhardt, defensor desta última teoria, refuta a hipótese da origem nativa iroquesa, argumentando que os iroqueses habitavam o interior e que existe cartografia anterior aos primeiros contatos com iroqueses a qual já fazia uso da palavra Canada.
A partir do século XVII, aquela parte da Nova França, situada ao longo do rio São Lourenço e das margens norte dos Grandes Lagos, era conhecida como Canadá. Posteriormente, foi dividida em duas colônias britânicas, Canadá Superior e Canadá Inferior, até a união das duas como uma única Província Britânica do Canadá, em 1841. Até a década de 1950, o Canadá era oficialmente — e comumente — chamado de Dominion of Canada (Domínio do Canadá). À medida que o Canadá adquiriu maior autoridade e autonomia política do Reino Unido, o governo federal passou a utilizar cada vez mais somente Canadá em documentos oficiais, em documentos governamentais e em tratados. Com o Ato do Canadá de 1982, o nome oficial do país passou a ser simplesmente Canadá, assim escrito nos dois idiomas oficiais do país, o inglês e o francês. Com o Ato do Canadá, o dia da independência canadense, em 1.º de julho, mudou de nome, de Dominion Day para Dia do Canadá.

## História

### Povos ameríndios

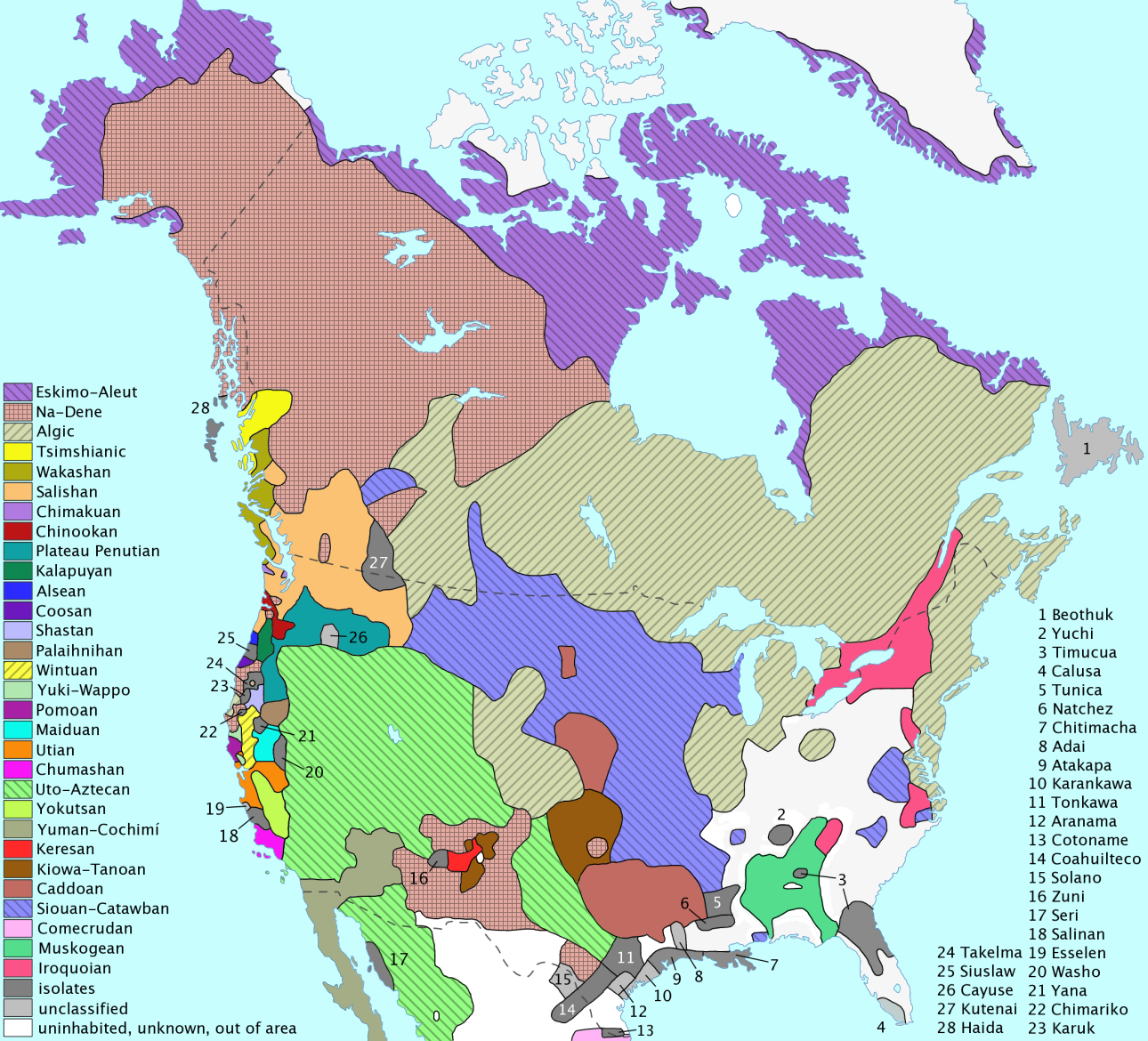
Área linguística dos povos indígenas da América do Norte na época do contato europeu

Estudos arqueológicos e genéticos indicam uma presença humana no norte de Yukon há 26 500 anos e no sul de Ontário há 9 500 anos. As planícies de Old Crow e as cavernas de Bluefish são dois dos mais antigos sítios arqueológicos de habitação humana (paleoamericanos) no Canadá. Entre os povos das Primeiras Nações, há oito mitos únicos de criação e suas adaptações. As características das civilizações aborígines canadenses incluíam assentamentos permanentes ou urbanos, agricultura, cidadania, arquitetura monumental e complexas hierarquias sociais. Algumas dessas civilizações já tinham desaparecido antes da colonização europeia (início do século XVI) e foram descobertas através de pesquisas arqueológicas.
Estima-se que no final do século XV e início do século XVI viveriam entre 200 000 e dois milhões de indígenas no que é atualmente o Canadá — o valor atualmente aceito pela Comissão Real sobre a Saúde Aborígine do Canadá é de 500 000. Surtos repetidos de doenças infecciosas europeias como a gripe, o sarampo e a varíola (para as quais os indígenas não tinham imunidade natural), combinados com outros efeitos do contato europeu, resultou em uma diminuição de 40% a 80% da população indígena após a chegada dos europeus. Os povos aborígines do Canadá incluem as Primeiras Nações, Inuítes e Métis. Métis é uma cultura mestiça originada em meados do século XVII, quando as Primeiras Nações e os Inuítes se misturaram com os colonos europeus. Os esquimós tinham uma interação mais limitada com os colonizadores europeus durante períodos iniciais.

### Colonização europeia

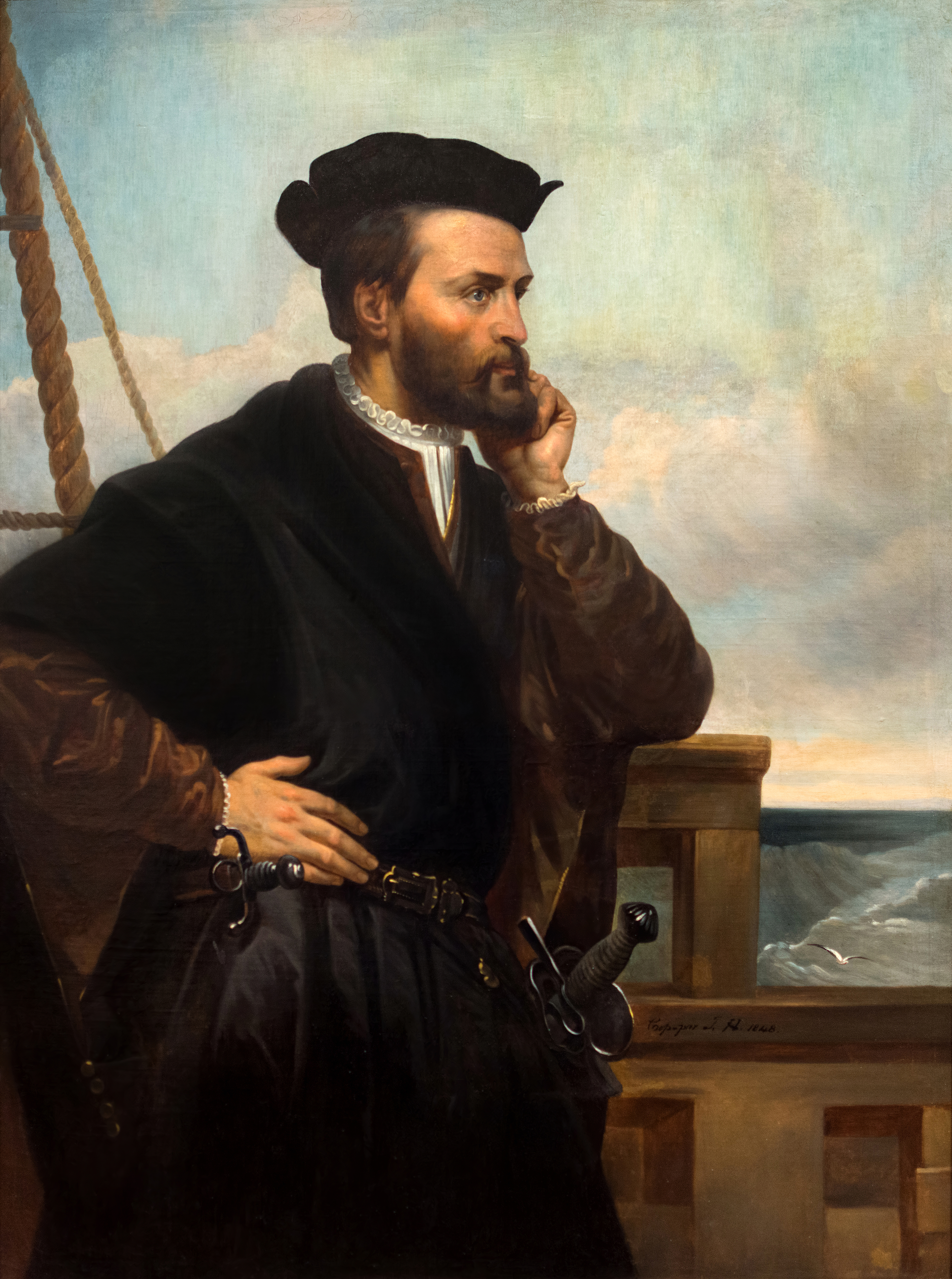
O francês Jacques Cartier, um dos primeiros exploradores das terras canadenses

Por volta do ano 1000, viquingues estabeleceram o colonato de Vinlândia (atual região do Golfo de São Lourenço, Novo Brunswick e Nova Escócia). A ocupação de Leifsbudir foi superficial e durou pouco tempo, porém representou o primeiro contato europeu com a América e o primeiro assentamento escandinavo na América do Norte (com exceção da Groenlândia), cerca de 500 anos antes das viagens de Cristóvão Colombo.
A primeira visita documentada a terras canadenses por navegadores europeus ocorreu em 1497 ou 1498, quando o veneziano ao serviço de Inglaterra Giovanni Caboto (conhecido em inglês como John Cabot) aportou à Terra Nova. Alguns historiadores defendem que há indícios que a Terra Nova já teria sido visitada pelo navegador português João Vaz Corte Real em 1472 ou antes e por Diogo de Teive e o seu piloto Pero Vasques Saavedra em 1452.
Baseando-se no Tratado de Tordesilhas, a Coroa Portuguesa alegava ter direitos territoriais na área visitada por John Cabot, em 1497–1498. Em 1498, o marinheiro luso João Fernandes Lavrador visitou o que é agora a costa leste do Canadá, sendo que o seu apelido deu origem ao topônimo "Labrador". Posteriormente, entre 1501 e 1502, os irmãos Corte-Real exploraram Terra Nova e Labrador. Em 1506, o rei D. Manuel I criou impostos para a pesca do bacalhau nas águas da região. No ano 1521, João Álvares Fagundes e Pêro de Barcelos comandaram viagens de reconhecimento e estabeleceram postos avançados de pesca. No entanto, a extensão e natureza da presença portuguesa no norte do continente americano durante o século XVI permanecem obscuras. Em 1534 Jacques Cartier explorou o Canadá em nome da França. O explorador francês Samuel de Champlain chegou em 1603 e estabeleceu os primeiros assentamentos europeus permanentes em Port Royal em 1605 e Quebec em 1608.

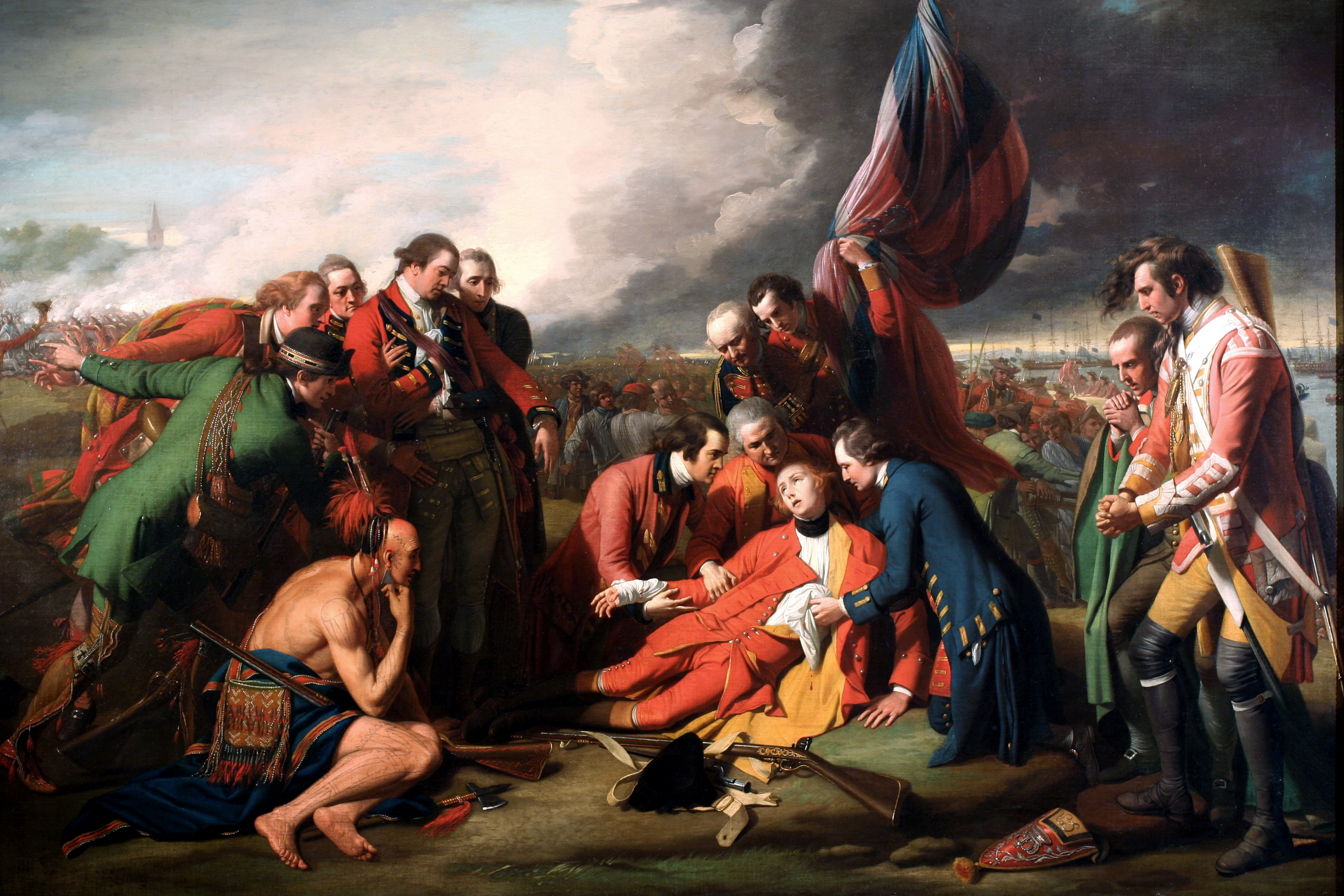
A morte do General Wolfe nas Planícies de Abraão no Quebec, em 1759, parte da Guerra dos Sete Anos

A colonização europeia começou efetivamente no século XVI, quando os britânicos, e principalmente, os franceses se estabeleceram pelo Canadá. Os britânicos não tiveram uma forte presença no antigo Canadá, instalando-se originalmente na Terra de Rupert — uma gigantesca área que posteriormente daria origem aos Territórios do Noroeste, Manitoba, Saskatchewan e Alberta, que são áreas no centro, oeste e noroeste do país — sendo que a região dos Grandes Lagos e do Rio São Lourenço, bem como a região que atualmente compõe as atuais províncias de Nova Escócia e Novo Brunswick, estava toda nas mãos dos franceses. A Nova França (Nouvelle-France) e a Acádia continuavam a se expandir. Essa expansão não foi bem aceita pelos iroqueses e, principalmente, pelos britânicos e os colonos das chamadas Treze Colônias (as quais se tornariam os Estados Unidos), desencadeando uma série de batalhas que culminou, em 1763, no Tratado de Paris — no qual os franceses cederam seus territórios da Nova França e da Acádia aos britânicos.
Os britânicos, que já então dominavam as imensas Terras de Rupert bem como os territórios de Nunavut, Territórios do Noroeste e Yukon — emitiram o Quebec Act, que permitiu aos franceses estabelecidos no antigo Canadá que continuassem a manter seu código civil e sancionou a liberdade de religião e de idioma — permitindo que a Igreja Católica e a língua francesa continuassem a sobreviver no Canadá até os dias atuais.

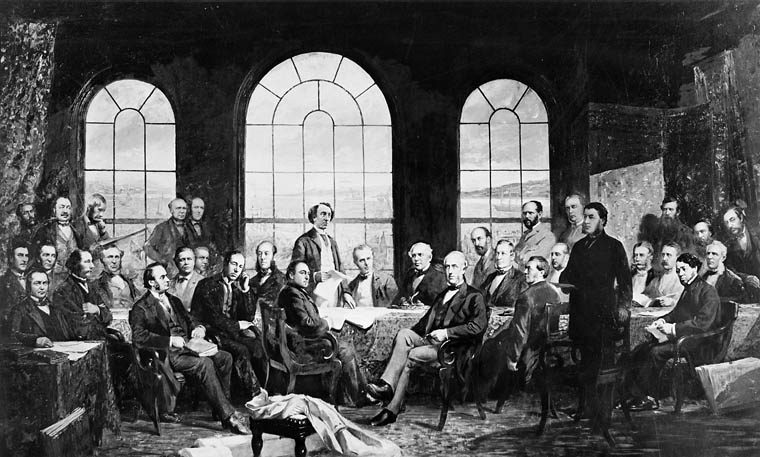
Pintura representando a Confederação do Canadá, de Robert Harris

Com a Guerra da Independência dos Estados Unidos, que durou de 1775 até 1783, o Canadá recebeu levas de colonos leais aos britânicos, provenientes das Treze Colônias britânicas rebeldes. Tais colonos se estabeleceram no que é a atual província de Ontário. Com isso, os britânicos decidiram separar o Canadá em dois, criando o Canadá Superior (atual Ontário) e o Canadá Inferior (atual Quebec), além do território de Novo Brunswick (antiga Acádia — parte dos territórios antigamente colonizados pelos franceses).
Os Estados Unidos, em 1812, invadiram o Canadá Inferior e o Canadá Superior, na tentativa de anexar o resto das colônias britânicas na América do Norte, desencadeando a Guerra de 1812. Os Estados Unidos não tiveram sucesso, recuando ao tomarem conhecimento da chegada de tropas britânicas enviadas para combatê-los — mas ocuparam temporariamente as cidades de York (atual Toronto) e Quebec, queimando-as ao se retirarem. Em retaliação, tropas canadenses e britânicas perseguiram os americanos em fuga, invadindo o nordeste dos Estados Unidos, atacando e queimando várias cidades, inclusive a capital, Washington, D.C.
Em 1837, houve uma grande rebelião de colonos, tanto no Baixo Canadá quanto no Alto Canadá. Isso levou os britânicos a uma tentativa de assimilar a cultura francesa à britânica — entre outras coisas, o Baixo Canadá e o Alto Canadá foram unidos em uma única província do Canadá.

### Confederação e expansão

Mapa animado da evolução da expansão dos territórios canadenses

O receio de uma segunda invasão vinda dos Estados Unidos gerou imensas despesas em relação ao quesito de defesa (mais tropas, armamentos, suprimentos, etc.), aliado ao fracasso britânico em assimilar os franceses em 1830, fez com que a ideia da Confederação Canadense (idealizada por colonos canadenses), cujo objetivo era integrar o Canadá e defender melhor a região de um eventual ataque dos Estados Unidos, fosse aprovada pelos britânicos.
Em 1 de julho de 1867, as províncias do Canadá, Novo Brunswick e Nova Escócia tornaram-se uma federação, tornando-se em parte politicamente independentes do Reino Unido — porém, os britânicos ainda teriam controle sobre o Ministério das Relações Exteriores do Canadá por mais 64 anos.
Depois de 1867, lentamente outras colônias britânicas aceitaram se unir à Confederação Canadense, sendo que a primeira foi a Colúmbia Britânica, e em 1880, os Territórios do Noroeste — cedidos pela Companhia da Baía de Hudson. Posteriormente, os Territórios do Noroeste seriam divididos nas atuais províncias de Alberta, Saskatchewan e Manitoba, além dos territórios de Yukon e Nunavut.
O oeste do Canadá foi totalmente integrado ao território do país, não sem a geração de conflitos de cunho étnico, social e econômico, dos quais destacam-se a Rebelião de Red River, ocorrida entre 1869 e 1870, e a Rebelião de Saskatchewan, ocorrida em 1885, ambas lideradas pelo líder Métis Louis Riel.

### Início do século XX

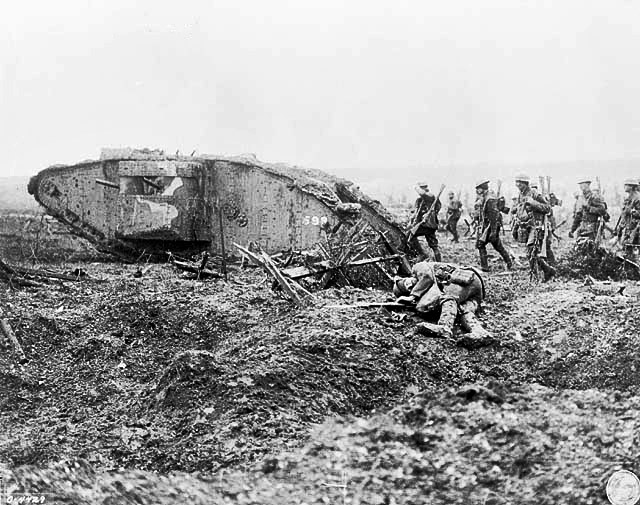
Soldados canadenses venceram a Batalha de Vimy em 1917, durante a Primeira Guerra Mundial

Como o Reino Unido ainda mantinha o controle das relações exteriores do Canadá, ao abrigo da Lei da Confederação, com a declaração britânica de guerra em 1914, o Canadá foi automaticamente envolvido na Primeira Guerra Mundial. Os voluntários enviados para a Frente Ocidental passaram mais tarde a fazer parte do Corpo Canadense. O Corpo desempenhou um papel importante na Batalha de Vimy e em outras grandes batalhas da guerra. Dos cerca de 625 000 que serviram, cerca de 60 000 foram mortos e outros 173 000 ficaram feridos. A Crise de Recrutamento de 1917 eclodiu quando o primeiro-ministro conservador Robert Borden decretou o serviço militar obrigatório com a oposição dos quebequenses que falavam a língua francesa. Em 1919, o Canadá entrou na Liga das Nações, independentemente do Reino Unido e, em 1931, o Estatuto de Westminster, afirmou a independência do Canadá.
A Grande Depressão trouxe dificuldades econômicas para todo o Canadá. Em resposta, o partido político Co-operative Commonwealth Federation (CCF), em Alberta e Saskatchewan, promulgou várias medidas para estabelecer um estado de bem-estar social (sendo Tommy Douglas o pioneiro) em 1940 e 1950. O Canadá declarou guerra à Alemanha de forma independente durante a Segunda Guerra Mundial sob o governo do primeiro-ministro liberal William Lyon Mackenzie King, três dias após o Reino Unido. As primeiras unidades do Exército canadense chegaram na Grã-Bretanha em dezembro de 1939.
As tropas canadenses desempenharam papéis importantes na Batalha de Dieppe em 1942 em França, na invasão aliada da Itália, nos desembarques do Dia D, na Batalha da Normandia e na Batalha do rio Escalda, em 1944. O Canadá deu asilo e proteção à monarquia dos Países Baixos, enquanto este país esteve ocupado, e é creditado pela liderança e contribuição importante para a sua libertação da Alemanha nazista. A economia canadense cresceu fortemente com a fabricação de materiais militares pela indústria para o Canadá, Reino Unido, China e União Soviética. Apesar de uma outra crise de recrutamento em Quebec, o Canadá terminou a guerra com uma das maiores forças armadas do mundo e com a segunda maior economia do planeta.

### Tempos modernos

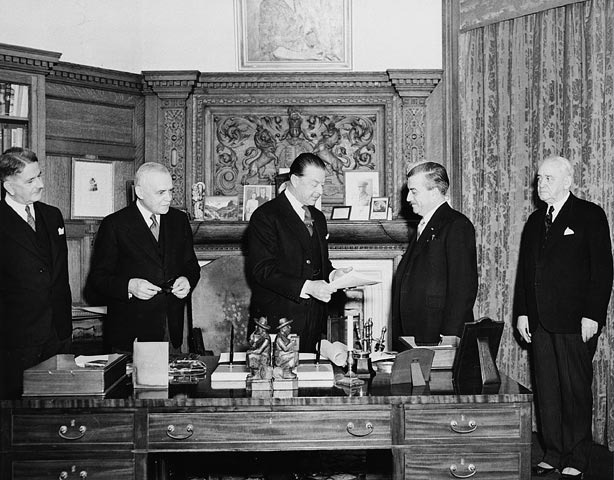
No Rideau Hall, o Governador-geral Harold Alexander (centro) assina o projeto de lei para finalizar a união da Terra Nova e Canadá, em 31 de março de 1949

O Domínio de Terra Nova (hoje Terra Nova e Labrador), na época um equivalente do Canadá e da Austrália como um domínio, uniu-se ao Canadá em 1949. O crescimento do Canadá, combinado com as políticas dos sucessivos governos liberais, levou ao aparecimento de uma nova identidade canadense, marcada pela adoção da atual bandeira, em 1965, a aplicação do bilinguismo oficial (inglês e francês), em 1969, e o multiculturalismo oficial em 1971. Houve também a fundação de programas social-democratas, tais como saúde universal, o Canada Pension Plan e empréstimos estudantis, apesar de os governos provinciais, sobretudo Québec e Alberta, se oporem a muitos destes planos como incursões em suas jurisdições. Finalmente, uma outra série de conferências constitucionais resultou na chamada patriation ("patriamento" ou "patriação") de 1982 — até essa altura a constituição do Canadá era uma lei britânica que só podia ser alterada pelo parlamento britânico. Simultaneamente a esse processo, foi criada a Carta Canadense dos Direitos e das Liberdades. Em 1999, Nunavut tornou-se território terceiro do Canadá, após uma série de negociações com o governo federal.
Ao mesmo tempo, o Quebec passou por profundas mudanças sociais e econômicas através da "Revolução Tranquila", dando origem a um movimento nacionalista e mais radical na província chamado Front de libération du Québec (FLQ), cujas ações culminaram na Crise de Outubro de 1970. Uma década depois, um referendo malsucedido sobre a soberania-associação da província de Quebéc realizou-se em 1980, depois que as tentativas de emenda constitucional fracassaram em 1990. Em um segundo referendo realizado em 1995, a soberania da província foi rejeitada por uma margem de apenas 50,6% para 49,4%. Em 1997, a Suprema Corte decidiu que a secessão unilateral de uma província seria inconstitucional e o Clarity Act foi aprovada pelo parlamento, que define os termos de uma saída negociada da Confederação.
Além das questões sobre a soberania de Quebec, uma série de crises sacudiu a sociedade canadense no final dos anos 1980 e início dos anos 1990. Estes incluem a explosão do Voo Air India 182 em 1985, o maior assassinato em massa da história do Canadá; o Massacre da Escola Politécnica de Montreal em 1989, quando um atirador alvejou várias estudantes universitárias; e a crise Oka, em 1990, o primeiro de uma série de violentos confrontos entre o governo e grupos aborígines do país. O Canadá também participou da Guerra do Golfo, em 1990, como parte de uma força de coalizão liderada pelos Estados Unidos, e foi ativo em várias missões de paz no final dos anos 1990. O país enviou tropas para o Afeganistão em 2001, mas se recusou a enviar tropas para o Iraque quando os Estados Unidos invadiram esta nação em 2003.

## Geografia

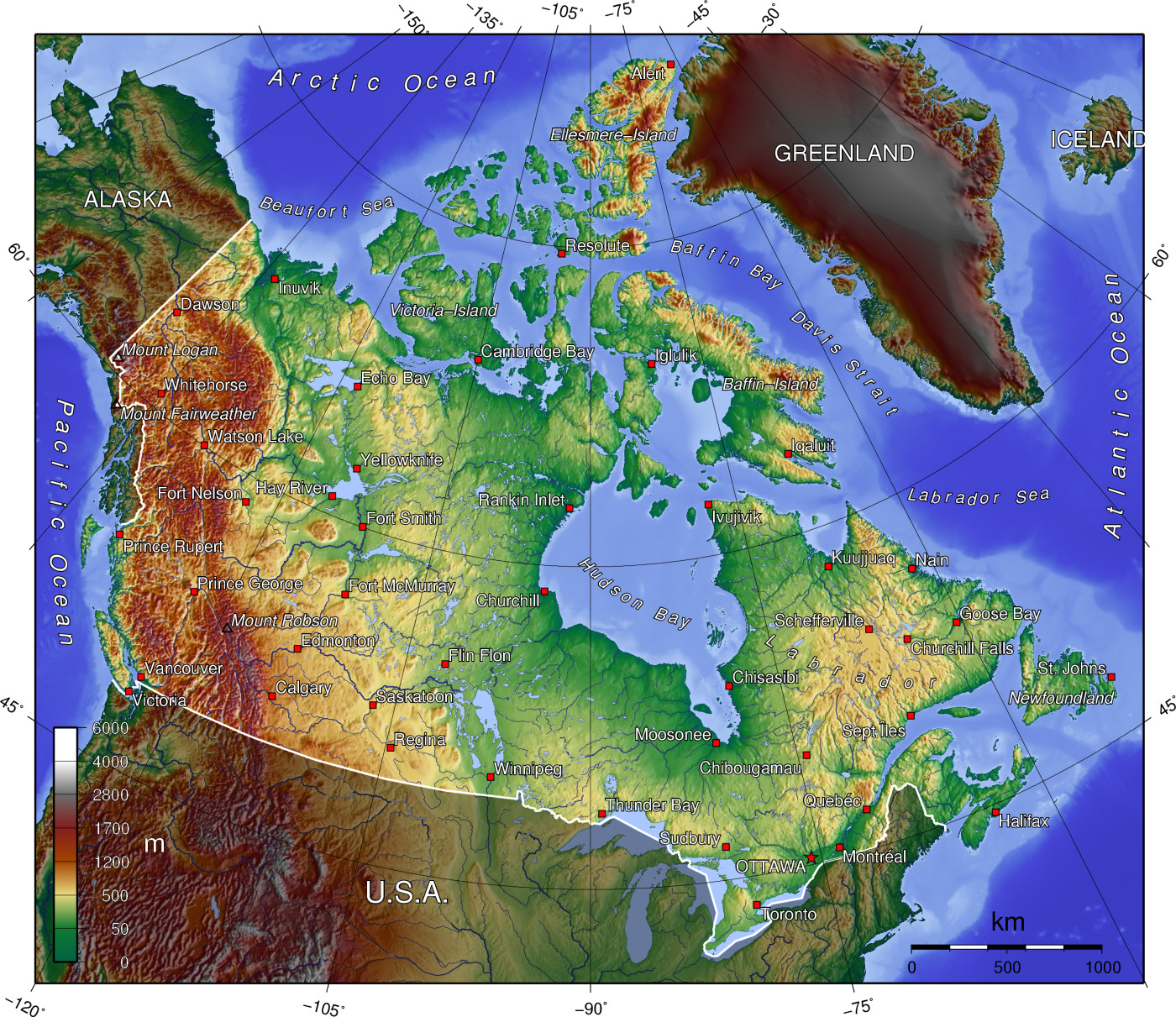
Mapa topográfico do Canadá, em projeção polar (para 90° W), mostrando as elevações sombreadas de verde a marrom (mais altas)

Por área total (incluindo suas águas), o Canadá é o segundo maior país. Apenas pela área terrestre, o Canadá ocupa o quarto lugar, devido à sua vasta área de lagos de água doce. Estendendo-se do Oceano Atlântico a leste, ao longo do Oceano Ártico ao norte, e ao Oceano Pacífico a oeste, o país abrange 9 984 670 quilômetros quadrados de território. O Canadá também possui vastos territórios marítimos, com a maior linha costeira do mundo, com 243042 km. Além de compartilhar a maior fronteira terrestre do mundo com os Estados Unidos—que se estende por 8 891 quilômetros—o Canadá compartilha uma fronteira terrestre com Groelândia (e, portanto, com o Reino da Dinamarca) a nordeste, na Ilha Hans, e uma fronteira marítima com a coletividade ultramarina da França de São Pedro e Miquelão ao sudeste. O Canadá também abriga o assentamento mais setentrional do mundo, a Estação de Forças Canadenses Alert, na ponta norte da Ilha Ellesmere—latitude 82,5°N—que está a 817 km do Polo Norte. Em latitude, o ponto mais setentrional de terra do Canadá é o Cabo Columbia em Nunavut, a 83°6′41″N, com seu extremo sul em Middle Island no Lago Erie, a 41°40′53″N. Em longitude, a terra do Canadá se estende de Cabo Spear, Terra Nova, a 52°37'W, até Monte St. Elias, Território de Yukon, a 141°W.
O Canadá pode ser dividido em sete regiões fisiográficas: o Escudo Canadense, as Planícies Interiores, as Terras Baixas dos Grandes Lagos–São Lourenço, a região Apalaches, a Cordilheira Ocidental, as Terras Baixas da Baía de Hudson e o Arquipélago Ártico. As florestas boreais prevalecem em todo o país, o gelo é predominante nas regiões do norte e através das Montanhas Rochosas, e as relativamente planas Pradarias Canadenses no sudoeste facilitam a agricultura produtiva. Os Grandes Lagos alimentam o Rio São Lourenço (no sudeste), onde as baixas abrigam grande parte da produção econômica do Canadá. O Canadá possui mais de 2 milhões de lagos—563 dos quais são maiores que 100 quilômetros quadrados—contendo grande parte da água doce do mundo. Também existem geleiras de água doce nas Montanhas Rochosas Canadenses, nas Montanhas Costeiras e na Cordilheira Ártica. O Canadá é geologicamente ativo, com muitos terremotos e vulcões potencialmente ativos.

### Clima

Território do Canadá pela classificação climática de Köppen

As temperaturas médias de inverno e verão variam de região para região no Canadá. Os invernos podem ser rigorosos em muitas partes do país, especialmente nas províncias do interior e das Pradarias, que experimentam um clima continental, onde as temperaturas médias diárias ficam em torno de −15 °C, mas podem cair abaixo de −40 °C com ventos fortes e sensação térmica severa. Nas regiões não costeiras, a neve pode cobrir o solo por quase seis meses do ano, enquanto em algumas partes do norte a neve pode persistir o ano inteiro. A Colúmbia Britânica costeira tem um clima temperado, com inverno ameno e chuvoso. Nas costas leste e oeste, as temperaturas médias máximas são geralmente nas baixas 20°C (70°F), enquanto entre as costas, a temperatura média máxima no verão varia de 25 °C a 30 °C, com temperaturas em alguns locais do interior ocasionalmente excedendo 40 °C.
Grande parte do Norte do Canadá está coberta por gelo e permafrost. O futuro do permafrost é incerto porque o Ártico tem se aquecido a três vezes a média global devido às alterações climáticas no Canadá. A temperatura média anual do Canadá em terra aumentou 1,7 °C, com variações entre 1,1 °C a 2,3 °C em várias regiões, desde 1948. A taxa de aquecimento tem sido maior no norte e nas Pradarias. Nas regiões do sul do Canadá, a poluição do ar de ambos (Canadá e Estados Unidos)—causada por fusão de metais, queima de carvão para geração de energia e emissões de veículos—resultou em chuva ácida, que afetou gravemente os corpos d'água, o crescimento das florestas e a produtividade agrícola. O Canadá é um dos maiores emissores de gases de efeito estufa globalmente, com as emissões aumentando 16,5% entre 1990 e 2022.

### Biodiversidade

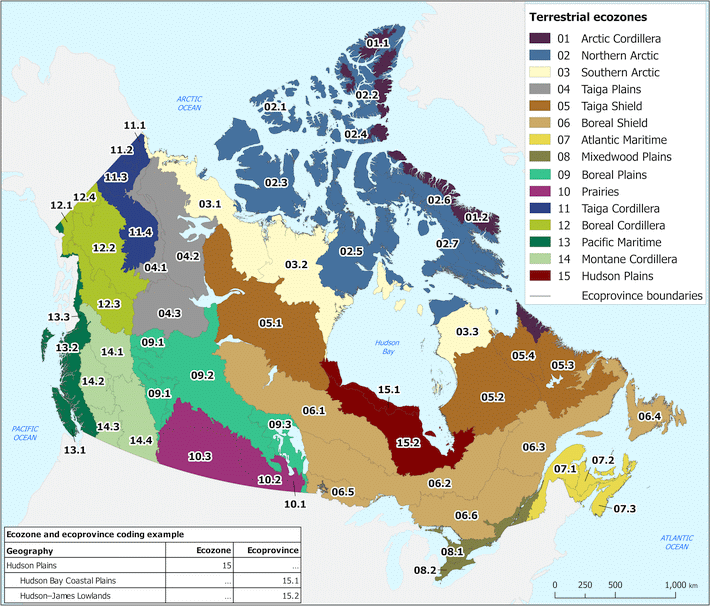
Ecozonas terrestres e ecoprovíncias do Canadá. As ecozonas são identificadas por uma cor única. As ecoprovíncias são subdivisões das ecozonas e são identificadas por um código numérico único.

O Canadá está dividido em 15 ecozonas terrestres e cinco ecozonas marinhas. Essas ecozonas abrangem mais de 80 mil espécies classificadas de fauna canadense, com um número igual ainda por ser formalmente reconhecido ou descoberto. Embora o Canadá tenha uma baixa porcentagem de espécies endêmicas em comparação com outros países, devido a atividades humanas, espécies invasoras, e questões ambientais no país, atualmente existem mais de 800 espécies em risco de extinção. Cerca de 65% das espécies residentes do Canadá são consideradas "Seguras". Mais da metade da paisagem do Canadá está intacta e relativamente livre de desenvolvimento humano. A floresta boreal do Canadá é considerada a maior floresta intacta da Terra, com aproximadamente 3 milhões de quilômetros quadrados sem perturbação por estradas, cidades ou indústrias. Desde o final do último período glacial, o Canadá consiste em oito regiões florestais distintas.
Aproximadamente 12,1% da massa terrestre e das águas doces do país são áreas de conservação, incluindo 11,4% designadas como áreas protegidas. Aproximadamente 13,8% de suas águas territoriais são conservadas, incluindo 8,9% designadas como áreas protegidas. O primeiro parque nacional canadense, o Parque Nacional Banff, estabelecido em 1885, abrange 6 641 quilômetros quadrados. O parque provincial mais antigo do Canadá, Parque Provincial Algonquin, estabelecido em 1893, cobre uma área de 7 653,45 quilômetros quadrados. Área Nacional de Conservação Marinha do Lago Superior é a maior área protegida de água doce do mundo, abrangendo cerca de 10 mil quilômetros quadrados. A maior região nacional de vida selvagem do Canadá é a Área Nacional de Vida Selvagem Marinha das Ilhas Scott que abrange 11 570,65 quilômetros quadrados.

## Demografia

O Corredor Cidade de Quebec–Windsor é a área mais densamente povoada e industrializada do país, com de extensão.

O censo canadense de 2016 registrou uma população total de 35 151 728 habitantes, um aumento de cerca de 5% em relação aos números de 2011. Entre 2011 e maio de 2016, a população do Canadá cresceu 1,7 milhão de pessoas, em grande parte pelos imigrantes, representando dois terços do aumento da população. Entre 1990 e 2008, a população aumentou 5,6 milhões, equivalente ao crescimento de 20,4%. Cerca de quatro quintos da população do Canadá vive a 150 km da fronteira com os Estados Unidos. Os principais impulsionadores do crescimento da população são a imigração e, em menor medida, o crescimento natural.
A densidade populacional do Canadá é de apenas 3,7 pessoas por quilômetro quadrado, esta densidade está entre as mais baixas do mundo. Em comum com muitos outros países desenvolvidos, o Canadá está passando por uma mudança demográfica para uma população mais idosa, com mais aposentados e menos pessoas em idade ativa. Em 2006, a idade média da população era de 39,5 anos. Os resultados censitários também indicam que, apesar do aumento da imigração desde 2001 (que deu ao Canadá uma maior taxa de crescimento da população do que no anterior período intercensitário), o envelhecimento da população canadense não diminuiu durante o período.

### Urbanização
O Canadá é altamente urbanizado, com mais de 80 por cento da população vivendo em centros urbanos. A maioria dos canadenses (mais de 70 por cento) vive abaixo do paralelo 49, com 50 por cento dos canadenses vivendo ao sul de 45°42′ (45,7 graus) ao norte. A parte mais densamente povoada do país é o Corredor Cidade de Quebec–Windsor no sul das privíncias de Quebec e Ontário e ao longo dos Grandes Lagos e do rio São Lourenço.

### Etnias
Origens étnicas autodeclaradas no Canadá de acordo com o Censo de 2016.
De acordo com o censo de 2016, a maior origem étnica autodeclarada do país é a canadense (representando 32% da população), seguida de ingleses (18,3%), escoceses (13,9%), franceses (13,6%), irlandeses (13,4%), alemães (9,6%), chineses (5,1%), italianos (4,6%), aborígenes (4,4%), indianos (4,0%) e ucranianos (3,9%). São reconhecidos 600 povos das Primeiras Nações abrangendo 1 172 790 pessoas. A população indígena do Canadá está crescendo quase o dobro da taxa nacional, 4% da população reivindicava uma identidade indígena em 2006. Outros 22,3% da população pertenciam a uma minoria não indígena visível.
Em 1961, menos de 2% da população (cerca de 300 000 pessoas) eram membros de grupos minoritários. Os povos indígenas ou aborígenes não são considerados uma minoria visível na Lei de Equidade no Emprego, e essa é a definição que a Statistics Canada também usa. Em 2031, estima-se que um em cada três canadenses poderá pertencer a um grupo minoritário relevante. Em 2016, os maiores grupos étnicos minoritários visíveis foram asiáticos do sul da Ásia (5,6%), chineses (5,1%) e negros (3,5%). Entre 2011 e 2016, a população minoritária visível aumentou 18,4%.
O Canadá tem a maior taxa de imigração per capita do mundo, impulsionada pela política econômica e pelo reagrupamento familiar, e acolheu um número entre 240 000 e 265 000 novos residentes permanentes em 2010. A maioria da população canadense, bem como os principais partidos políticos, apoiam o nível atual de imigração no país. Em 2014, um total de 260 400 imigrantes foram admitidos no Canadá. E recentemente o governo canadense aceitou entre 280 mil e 305 mil novos residentes permanentes. Os novos imigrantes se instalam principalmente em grandes áreas urbanas do país, como Toronto, Montreal, Vancouver e Calgary. O país também aceita um grande número de refugiados, representando mais de 10% do acolhimento global de refugiados.
O termo Primeiras Nações se refere aos povos aborígines do Canadá que não são nem Métis nem Inuítes. Em 2011, esta população era de aproximadamente 1,3 milhões. A migração do povo aborígine data de cerca de 15 000 anos até a última era do gelo, que reduziu o nível do mar e criou uma ponte terrestre entre a Eurásia e as Américas, permitindo que eles se estabelecessem.
Em outubro de 2019, o Canadá é o tema de um relatório da ONU sobre as condições de vida dos povos indígenas. A comissão de inquérito aponta que os aborígines estão "mais propensos a serem mal alojados e a terem problemas de saúde como resultado". Além disso, "a proporção de desabrigados entre eles é desproporcionalmente alta e eles são extremamente vulneráveis a despejos forçados, apropriação de terra e aos efeitos da mudança climática. Ao defenderem seus direitos, eles são frequentemente alvos de extrema violência. As comunidades indígenas também são fortemente afetadas pela falta de moradia no norte do Canadá: comunidades que dormem em turnos. Quinze pessoas vivem em uma casa do tamanho de uma caravana. [...] Elas têm que se revezar dormindo quando não há muito espaço.

### Religiões
O apoio ao pluralismo religioso é uma parte importante da cultura política do Canadá. Segundo o censo de 2011, 67,3% dos canadenses identificam-se como cristãos; destes, os católicos formam o maior grupo (38,7% dos canadenses). A maior denominação protestante é a Igreja Unida do Canadá (9,5% dos canadenses), seguida pelos anglicanos (6,8%), os batistas (2,4%), luteranos (2%) e outros cristãos (4,4%). 23,9% dos canadenses declaram-se sem religião e os restantes 8,2% são filiados com religiões não cristãs, sendo a maior delas o islamismo (3,2%), seguido pelo hinduísmo (1,5%).

### Idiomas

Em 2006, cerca de 17,4% da população canadense era bilíngue, sendo capazes de conversar em ambas as línguas oficiais do país.
inglês – 57,8%
inglês e francês (bilíngue) – 17,4%
francês – 22,1%
Área pouco povoada (< 0,4 pessoas por km²)

As duas línguas oficiais do Canadá são o inglês e o francês. O bilinguismo oficial é definido na Carta Canadense dos Direitos e das Liberdades, o Official Languages Act e o Official Language Regulations; é aplicado pelo Comissário de Línguas Oficiais. O inglês e francês têm o mesmo estatuto em tribunais federais, no Parlamento, e em todas as instituições federais. Os cidadãos têm o direito, sempre que houver demanda suficiente, de receber serviços do governo federal em inglês ou francês, e as minorias que utilizam um dos idiomas oficiais têm garantidas suas próprias escolas em todas as províncias e territórios do país.
O inglês e o francês são as línguas maternas de 59,7% e 23,2% da população, respectivamente, e as línguas mais faladas em casa, 68,3% e 22,3% da população, respectivamente. 98,5% dos canadenses falam inglês ou francês (67,5% falam apenas em inglês, 13,3% falam apenas francês e 17,7% falam ambas as línguas). Comunidades cujas línguas oficiais são o inglês ou o francês, constituem 73,0% e 23,6% da população, respectivamente.
A Carta da Língua Francesa faz do francês a língua oficial em Quebec. Embora mais de 85% dos canadenses francófonos vivam em Quebec, existem populações significativas de francófonos em Ontário, Alberta e no sul de Manitoba. Ontário tem a maior população de língua francesa fora de Quebec. Novo Brunswick, a única província oficialmente bilíngue, tem uma minoria de acadianos de língua francesa constituindo 33% da população. Há também grupos de acadianos no sudoeste da Nova Escócia, na Ilha Cape Breton e nas partes central e ocidental da Ilha do Príncipe Eduardo.
Outras províncias não têm línguas oficiais, mas o francês é utilizado como língua de instrução, nos tribunais, e para outros serviços do governo, além do inglês. Manitoba, Ontário e Quebec permitem que o inglês e francês sejam falados nas legislaturas provinciais e que leis sejam aprovadas em ambas as línguas. Em Ontário, o francês tem um estatuto legal, mas não é completamente cooficial. Existem 11 grupos de línguas aborígines, compostas por mais de 65 dialetos distintos. Destes, apenas as línguas Cree, Inuktitut e Ojibway têm uma população de falantes fluentes grande o suficiente para serem consideradas viáveis para sobreviverem no longo prazo. Várias línguas indígenas têm estatuto oficial nos Territórios do Noroeste. O inuktitut é a língua maioritária em Nunavut e uma das três línguas oficiais do território.
Mais de seis milhões de pessoas no Canadá indicam uma língua não oficial como sua língua materna. Algumas das mais comuns primeiras línguas não oficiais incluem o chinês (cantonês, principalmente, 1 012 065 falantes como primeira língua), italiano (455 040), alemão (450 570), punjabi (367 505), espanhol (345 345), árabe (261 640) e português (219 275).

## Política

### Governo

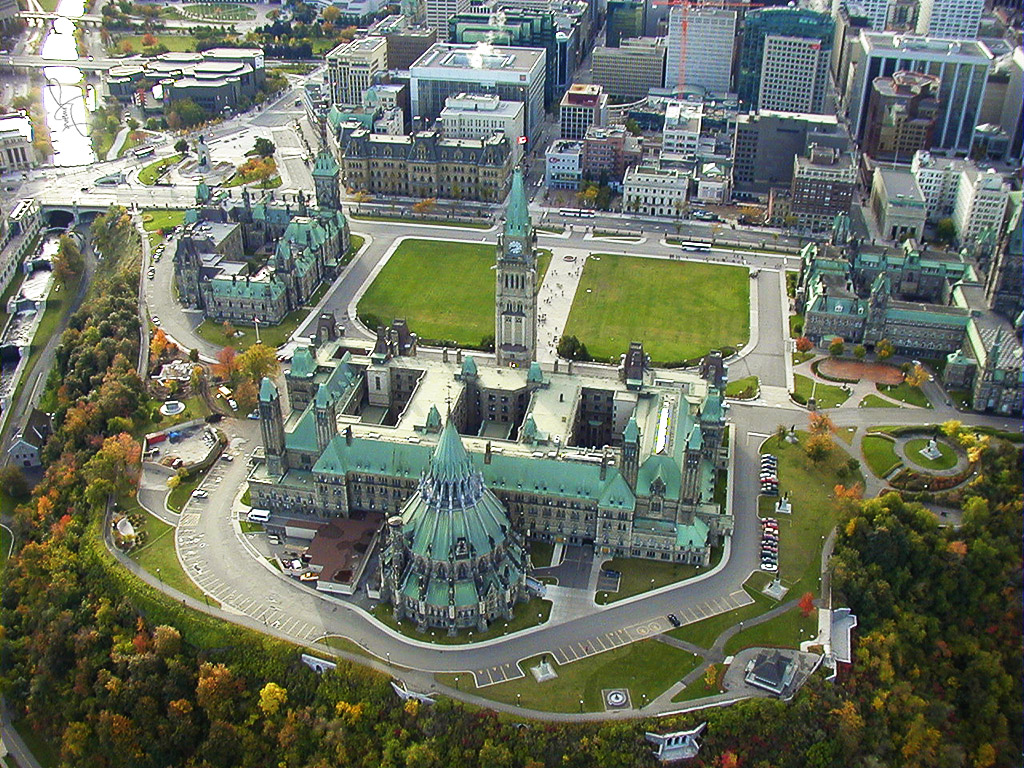
Sede do parlamento na capital do Canadá, Ottawa

O Canadá é descrito como uma "democracia plena", com uma tradição de liberalismo, e uma ideologia política moderada e igualitária. A ênfase na justiça social tem sido um elemento distintivo da cultura política do Canadá. Paz, ordem e bom governo, juntamente com uma declaração implícita de direitos, são princípios fundamentais do governo canadense.
No nível federal, o Canadá foi dominado por dois partidos relativamente centristas que praticam "política de corretagem", o Partido Liberal do Canadá, de centro-esquerda, e o Partido Conservador do Canadá, de centro-direita (ou seus antecessores). O Partido Liberal, historicamente predominante, posiciona-se no centro do espectro político canadense, com o Partido Conservador à direita e o Novo Partido Democrata ocupando a esquerda. A política de extrema-direita e de extrema-esquerda nunca foi uma força de destaque na sociedade canadense. Cinco partidos tiveram representantes eleitos para o parlamento federal nas eleições de 2019 — o Partido Liberal, que atualmente forma o governo; o Partido Conservador, que é a oposição oficial; o Novo Partido Democrata; o Bloco Quebequense; e o Partido Verde do Canadá.
O Canadá tem fortes tradições democráticas mantidas por um governo parlamentar dentro do construto de monarquia constitucional, sendo a monarquia no Canadá a fundação dos poderes executivo, legislativo e judiciário e sua autoridade originária da população canadense. O soberano é o Rei Carlos III do Reino Unido, que também atua como chefe de Estado de outros 15 países da Commonwealth e reside principalmente no Reino Unido. Como tal, o representante do Rei, o Governador-geral do Canadá (atualmente Mary Simon), cumpre a maior parte dos deveres reais no Canadá.
Contudo, a participação direta das figuras reais e vice-reais, em qualquer destas áreas da governação é limitada; na prática, o seu uso dos poderes executivos é dirigido pelo Gabinete, uma comissão dos ministros da Coroa responsável perante a Câmara dos Comuns eleita, e liderada pelo primeiro-ministro do Canadá (atualmente, Mark Carney), o chefe de governo. Para garantir a estabilidade do governo, o governador-geral normalmente nomeia como primeiro-ministro o líder do partido político que tem a maioria relativa na Câmara dos Comuns e o primeiro-ministro escolhe o Gabinete. O cargo de primeiro-ministro é assim uma das instituições mais poderosas do governo, dando início a maior parte da legislação para aprovação parlamentar e selecionando para a nomeação pela Coroa, além dos acima mencionados, o governador-geral, vice-governadores, senadores, juízes federais, chefes de corporações da coroa e agências governamentais.
Cada Membro do Parlamento na Câmara dos Comuns é eleito por maioria simples em um distrito eleitoral. As eleições gerais têm de ser convocadas pelo governador-geral, a conselho do primeiro-ministro, no prazo de quatro anos após a eleição anterior, ou podem ser desencadeadas pela derrota do governo em um voto de confiança na Câmara dos Comuns. Os membros do Senado, cujos assentos são distribuídos numa base regional, podem servir até aos 75 anos de idade.
A estrutura federal do Canadá, divide as responsabilidades de governo entre o governo federal e os governos das dez províncias. As legislaturas provinciais são unicamerais e operam de maneira parlamentar semelhante à da Câmara dos Comuns. Os três territórios do Canadá também têm legislaturas, mas estas não são soberanas e têm menos responsabilidades constitucionais do que as províncias bem como algumas diferenças estruturais.

### Lei
A Constituição do Canadá é a lei suprema do país e consiste em um texto escrito e convenções não escritas. A Lei Constitucional de 1867 (conhecida como British North America Act, antes de 1982) afirmava a governação com base no precedente parlamentar "semelhante, em princípio, ao do Reino Unido" e dividia os poderes entre os governos federal e provinciais; o Estatuto de Westminster de 1931 concedeu plena autonomia e a Lei Constitucional de 1982 adicionou a Carta Canadense dos Direitos e das Liberdades, que garante os direitos e liberdades básicos que normalmente não podem ser cancelados por qualquer nível de governo — apesar de uma cláusula permitir que o Parlamento federal e as legislaturas provinciais cancelem certas secções da Carta por um período de cinco anos — e acrescentou uma emenda constitucional.

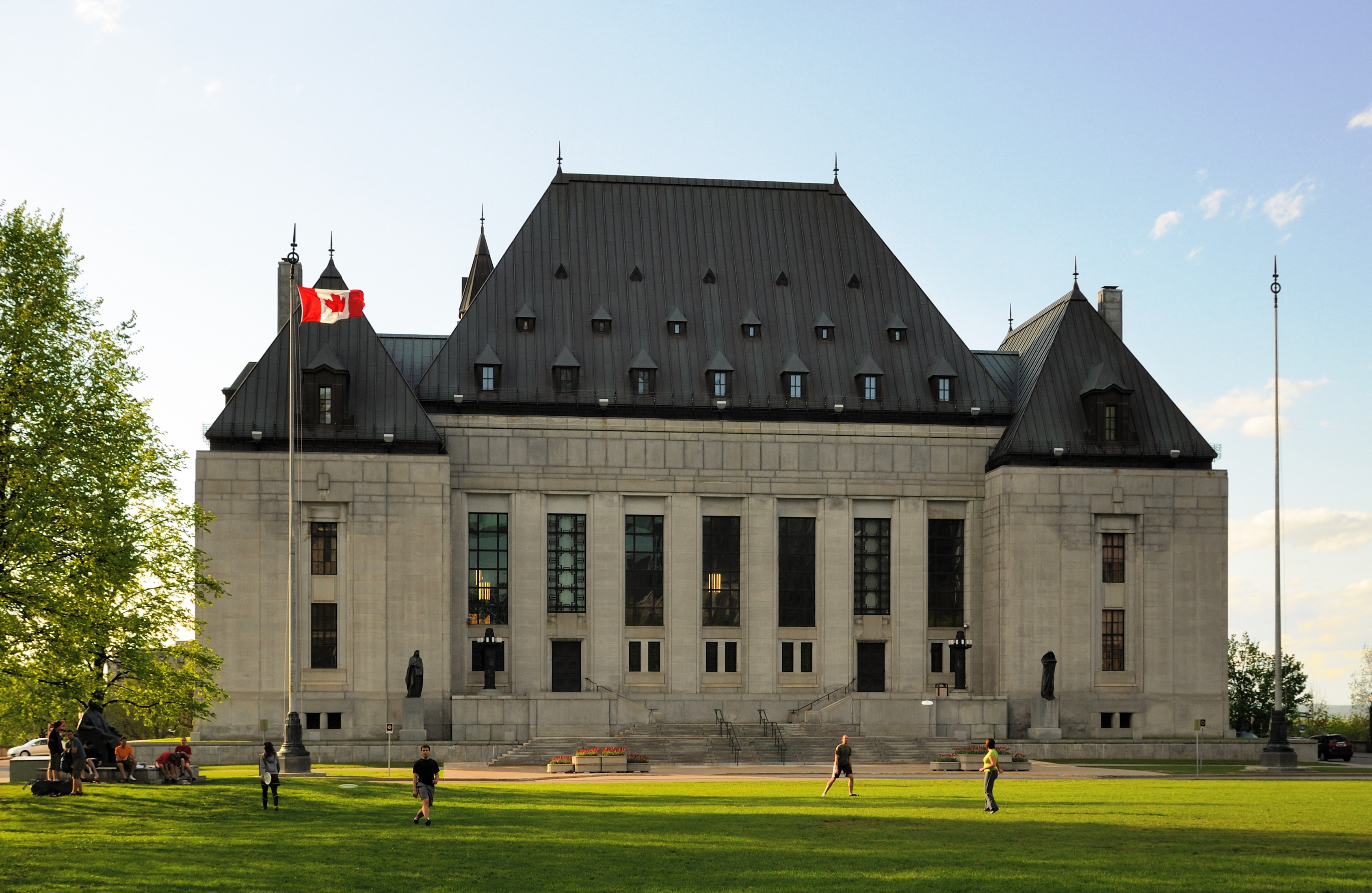
A Suprema Corte do Canadá, em Ottawa, a oeste da Colina do Parlamento

Embora tenham existido conflitos, as primeiras interações entre os europeus canadenses com as Primeiras Nações e os povos Inuítes foram relativamente pacíficas. Combinado com o desenvolvimento econômico tardio do Canadá em muitas regiões, essa história pacífica permitiu aos povos indígenas canadenses terem uma influência relativamente forte na cultura nacional, preservando a sua identidade própria. A Coroa do Canadá e os povos aborígines do país começaram suas interações durante o período de colonização europeia. Os Tratados numerados, o Indian Act, a Lei Constitucional de 1982 e outras leis foram estabelecidas. Uma série de onze tratados foram assinados entre os aborígines canadenses e os monarcas reinantes do Canadá entre 1871 e 1921. Esses tratados são acordos com o Governo do Canadá, administrados pela Lei Aborígine Canadense e supervisionados pelo Ministério de Assuntos Indígenas e Desenvolvimento da Região Norte. O papel dos tratados foi reafirmado pela Seção Trinta e Cinco da Lei Constitucional de 1982, que "reconhece e afirma os atuais direitos aborígines e contratuais". Estes direitos podem incluir provisões sobre o fornecimento de serviços como cuidados de saúde e isenção de impostos. O quadro jurídico e político dentro do qual o Canadá e as Primeiras Nações operam foi adicionalmente formalizado em 2005, com o Acordo Político Primeiras Nações — Coroa Federal, que estabeleceu a cooperação como "a pedra angular de uma parceria entre o Canadá e as Primeiras Nações".
O sistema judiciário do Canadá desempenha um papel importante na interpretação das leis e tem o poder de derrubar leis que violam a Constituição. A Suprema Corte do Canadá é a mais alta corte e o árbitro final, sendo atualmente (2010) presidida por Beverley McLachlin, P.C. (a primeira mulher Chefe de Justiça) desde 2000. Os seus nove membros são nomeados pelo governador-geral sob o conselho do Primeiro-Ministro e do Ministro da Justiça. Todos os juízes dos níveis superior e de apelação são nomeados após consulta com as entidades jurídicas não governamentais. O gabinete federal também nomeia os juízes para tribunais superiores aos níveis provincial e territorial. Cargos do sistema judiciário nos níveis mais baixos provinciais e territoriais são preenchidos por seus respectivos governos.
O direito comum prevalece em toda parte, exceto em Quebec, onde predomina o direito civil. O direito penal é uma responsabilidade exclusivamente federal e é uniforme em todo o Canadá. A aplicação da lei, incluindo tribunais criminais, é uma responsabilidade provincial, mas nas áreas rurais de todos as províncias, exceto Ontário e Quebec, o policiamento é realizado pela Real Polícia Montada do Canadá federal.

### Relações internacionais e forças armadas

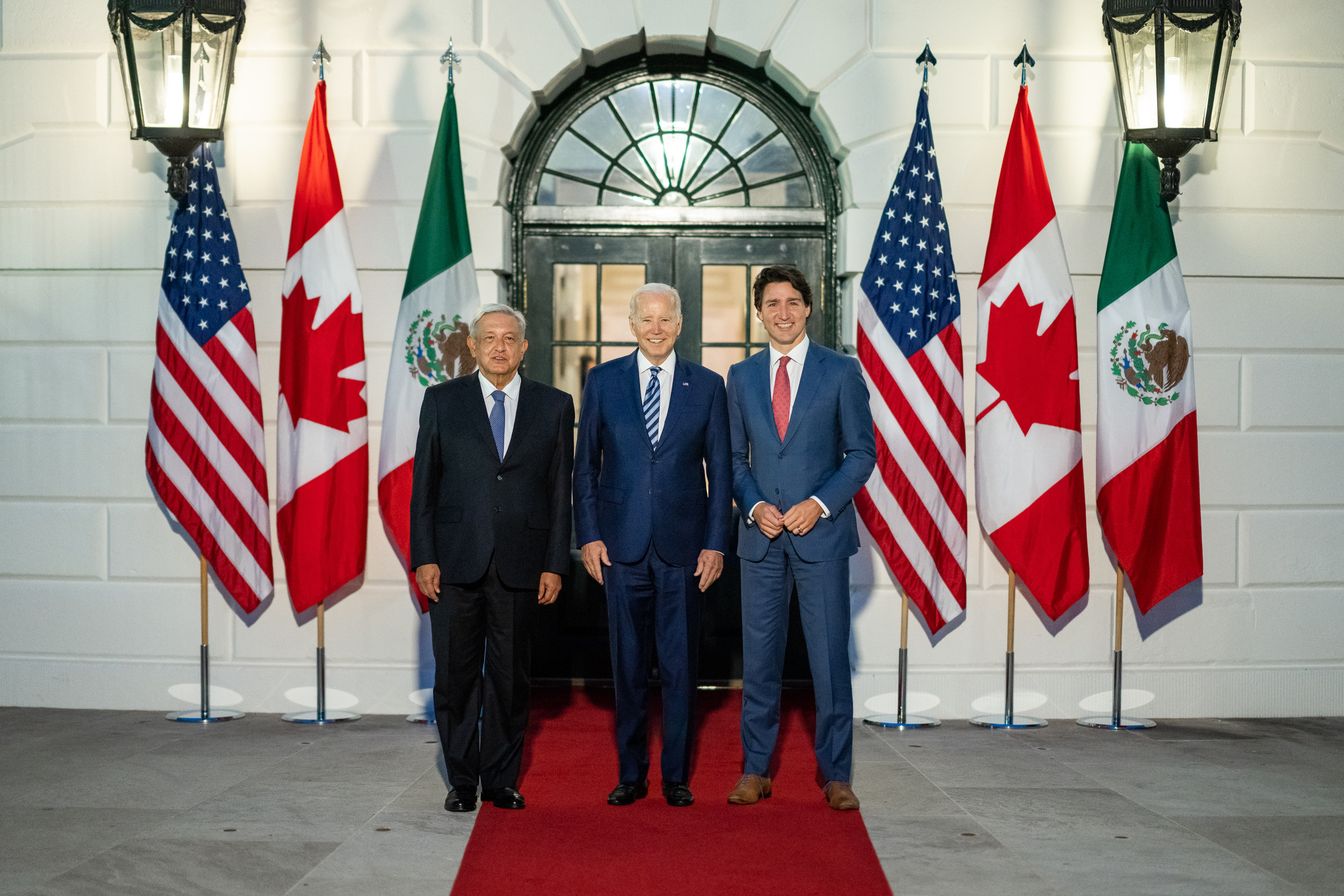
O primeiro-ministro Justin Trudeau junto com presidente mexicano Andrés Manuel López Obrador e o presidente estadunidense Joe Biden durante a Cúpula de Líderes da América do Norte de 2021

O Canadá e os Estados Unidos compartilham a maior fronteira indefesa do mundo, cooperam em campanhas e exercícios militares e são o maior parceiro comercial um do outro. O Canadá, no entanto, tem uma política externa independente, demarcando-se por vezes das posições do seu vizinho, como é o caso da manutenção de relações plenas com Cuba e da recusa em participar oficialmente na Guerra do Iraque. O país também mantém laços históricos com o Reino Unido e com a França e outras ex-colônias britânicas e francesas por meio da associação do Canadá na Commonwealth e na Francofonia. O Canadá é conhecido por ter uma relação forte e positiva com os Países Baixos e o governo holandês tradicionalmente oferece tulipas (símbolo do país europeu) ao Canadá todos os anos, em memória da contribuição canadense para a libertação dos holandeses da Alemanha nazista durante a Segunda Guerra Mundial.
O país emprega atualmente uma força de voluntários profissionais militares de mais de 67 000 soldados regulares e aproximadamente 26 000 em reserva. As Forças Armadas do Canadá (CF) compõem o exército, a marinha e a força aérea. O Canadá é uma nação industrial com um setor de ciência e tecnologia altamente desenvolvido. Desde a Primeira Guerra Mundial, o Canadá produz os seus próprios veículos de combate de infantaria, mísseis anticarros teleguiados e armas de pequeno porte para as suas forças armadas, em especial para o exército.
A forte ligação com o Império Britânico e com a Comunidade das Nações levou a uma participação importante nos esforços militares britânicos na Segunda Guerra Boer, na Primeira Guerra Mundial e na Segunda Guerra Mundial. Desde então, o Canadá tem sido um defensor do multilateralismo, fazendo esforços para resolver problemas globais, em colaboração com outras nações. O Canadá foi um dos membros fundadores das Nações Unidas em 1945 e da OTAN em 1949. Durante a Guerra Fria, o Canadá foi um dos principais contribuintes para as forças da ONU na Guerra da Coreia e fundou o Comando de Defesa Aeroespacial da América do Norte (NORAD), em cooperação com os Estados Unidos, para se defender contra potenciais ataques aéreos por parte da União Soviética.

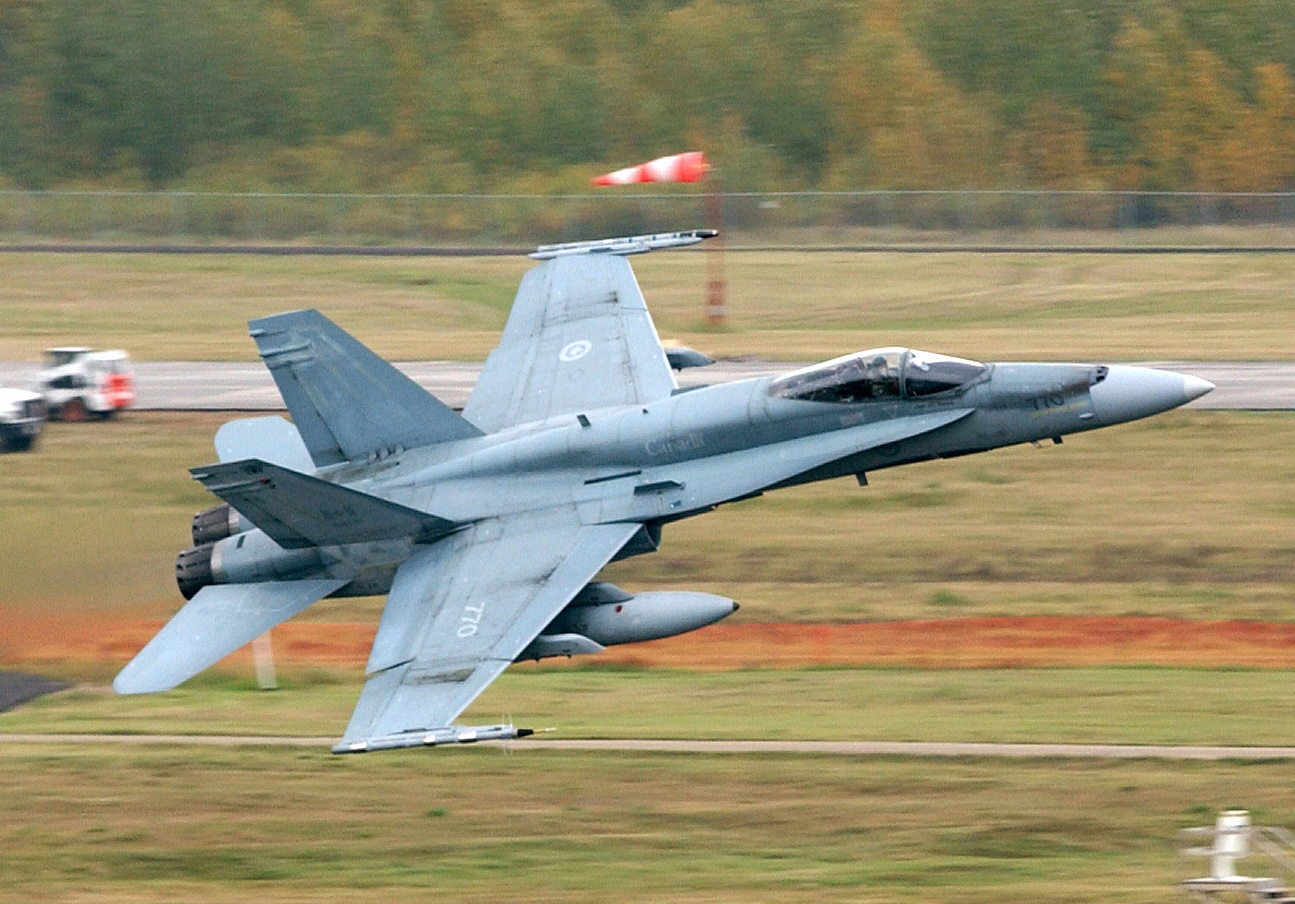
Um CF-18 Hornet canadense em Cold Lake, Alberta. Os CF-18s têm apoiado a soberania das patrulhas aéreas da NORAD e participaram em combate durante a Guerra do Golfo de 1991 e nas Guerras da Bósnia e Kosovo no final dos anos 1990

Durante a Guerra do Suez em 1956, o futuro primeiro-ministro Lester B. Pearson aliviou as tensões ao propor a criação da Força de Paz das Nações Unidas, pela qual ele foi agraciado com o Prêmio Nobel da Paz de 1957. Como esta foi a primeira missão de paz da ONU, Pearson é geralmente creditado como o inventor do conceito. O Canadá tem participado desde então de 50 missões de paz, incluindo todos os esforços de paz da ONU até 1989, e tem mantido forças em missões internacionais em Ruanda, na ex-Iugoslávia, entre outras; Canadá tem por vezes enfrentado controvérsias sobre as suas intervenções em países estrangeiros, como no Caso Somália de 1993. O número de militares canadenses que participam em missões de paz tem diminuído muito nas últimas duas décadas.
O Canadá se tornou membro da Organização dos Estados Americanos (OEA) em 1990 e organizou a Assembleia Geral da OEA em Windsor, Ontário em junho de 2000 e a Terceira Cúpula das Américas em Quebec, em abril de 2001. O país pretende ampliar seus laços com economias do Pacífico através da associação na Cooperação Econômica da Ásia e do Pacífico (Apec).
Desde 2001, o Canadá tem tropas no Afeganistão como parte da força de estabilização dos Estados Unidos e da ONU, através da Força Internacional de Assistência para Segurança comandada pela OTAN. O país comprometeu-se a retirar da província de Candaar em 2011, altura em que terá gasto um total estimado de US$ 11,3 bilhões * na missão. O Canadá e os Estados Unidos continuam a integrar as agências estaduais e provinciais para reforçar a segurança ao longo da Fronteira Canadá-Estados Unidos através da Iniciativa de Viagens do Hemisfério Ocidental.
Em fevereiro de 2007, Canadá, Itália, Noruega, Reino Unido e Rússia anunciaram seus compromissos de financiamento para lançar um projeto de US$ 1,5 bilhões * para ajudar a desenvolver vacinas que eles disseram que poderia salvar milhões de vidas nos países pobres e chamou outras para se juntarem ao projeto. Em agosto de 2007, a soberania canadense nas águas do Ártico foi contestada depois de uma expedição subaquática russa ao Polo Norte; o Canadá tem considerado a área como parte do território soberano desde 1925.

## Subdivisões
O Canadá é uma federação composta por dez províncias e três territórios. Por sua vez, estes são agrupados em regiões: Oeste do Canadá, Centro do Canadá, Províncias atlânticas do Canadá e o Norte do Canadá (esta última composta por três territórios: Yukon, Territórios do Noroeste e Nunavut). O Leste do Canadá refere-se ao Centro do Canadá e ao Canadá Atlântico juntos. As províncias têm mais autonomia do que os territórios e são responsáveis pela maioria dos programas sociais do Canadá (como saúde, educação e assistência social) e, juntas, arrecadam mais receita que o governo federal, uma estrutura quase única entre as federações do mundo. O governo federal faz pagamentos de equalização para garantir que padrões razoavelmente uniformes dos serviços e impostos sejam mantidos entre as províncias mais ricas e menos ricas.

## Economia

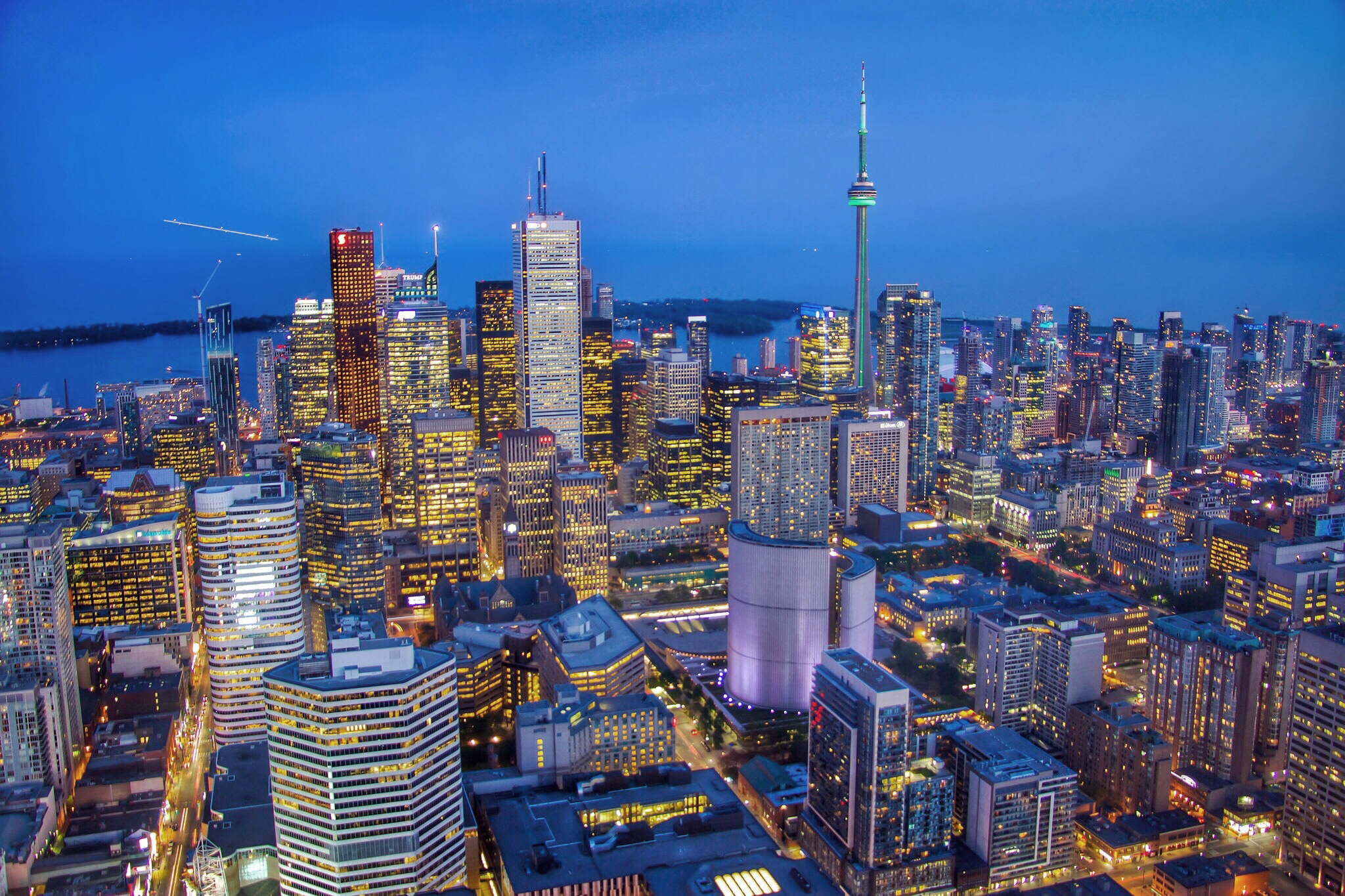
Vista do centro financeiro de Toronto, com destaque para a Torre CN

Principais produtos de exportação do Canadá em 2019

O Canadá é uma das nações mais ricas do mundo, com um elevado rendimento per capita, e é membro da Organização para a Cooperação e Desenvolvimento Econômico (OCDE) e do G8. É uma das dez maiores nações comerciais do mundo. O Canadá é uma economia mista, sendo classificado acima dos Estados Unidos no índice da Heritage Foundation de liberdade econômica e mais acima da maioria das nações da Europa ocidental. Os maiores importadores estrangeiros de produtos canadenses são os Estados Unidos, o Reino Unido e o Japão. Em 2008, as mercadorias importadas pelo Canadá valiam mais de 442,9 bilhões * de dólares, dos quais 280,8 bilhões dólares dos Estados Unidos, 11,7 bilhões de dólares do Japão e US$ 11,3 bilhões do Reino Unido. O déficit comercial do país em 2009 totalizou C$ 4,8 bilhões, comparado com um superávit de C$ 46,9 bilhões em 2008.
Em outubro de 2009, a taxa de desemprego nacional do Canadá foi de 8,6%. As taxas de desemprego provinciais variam de 5,8% em Manitoba até 17% em Terra Nova e Labrador. A dívida federal do Canadá está estimada em 566,7 bilhões de dólares em 2010–11, superior aos 463,7 de bilhões dólares no período 2008–09. A dívida externa líquida do Canadá aumentou de US$ 40,6 bilhões para US$ 193,8 bilhões no primeiro trimestre de 2010. O déficit conjunto, federal e provinciais, no ano fiscal de 2009–10 alcançou US$ 100 bilhões *.
No século XX, o crescimento da manufatura, mineração e do setor de serviços transformou o país de uma economia basicamente rural para uma mais industrial e urbana. Como outros países desenvolvidos, a economia canadense é dominada por serviços, que empregam cerca de três quartos dos canadenses. O Canadá é incomum entre os países desenvolvidos devido à importância do setor primário em sua economia, sendo as indústrias madeireiras e de petróleo duas das mais importantes do país.
O Canadá é um dos poucos países desenvolvidos que são exportadores líquidos de energia. A costa atlântica do Canadá e a província de Alberta possuem vastas jazidas de gás natural e petróleo em alto-mar. A imensa reserva das areias betuminosas do Athabasca dá ao Canadá a segunda maior reserva de petróleo do mundo, a seguir à da Arábia Saudita.

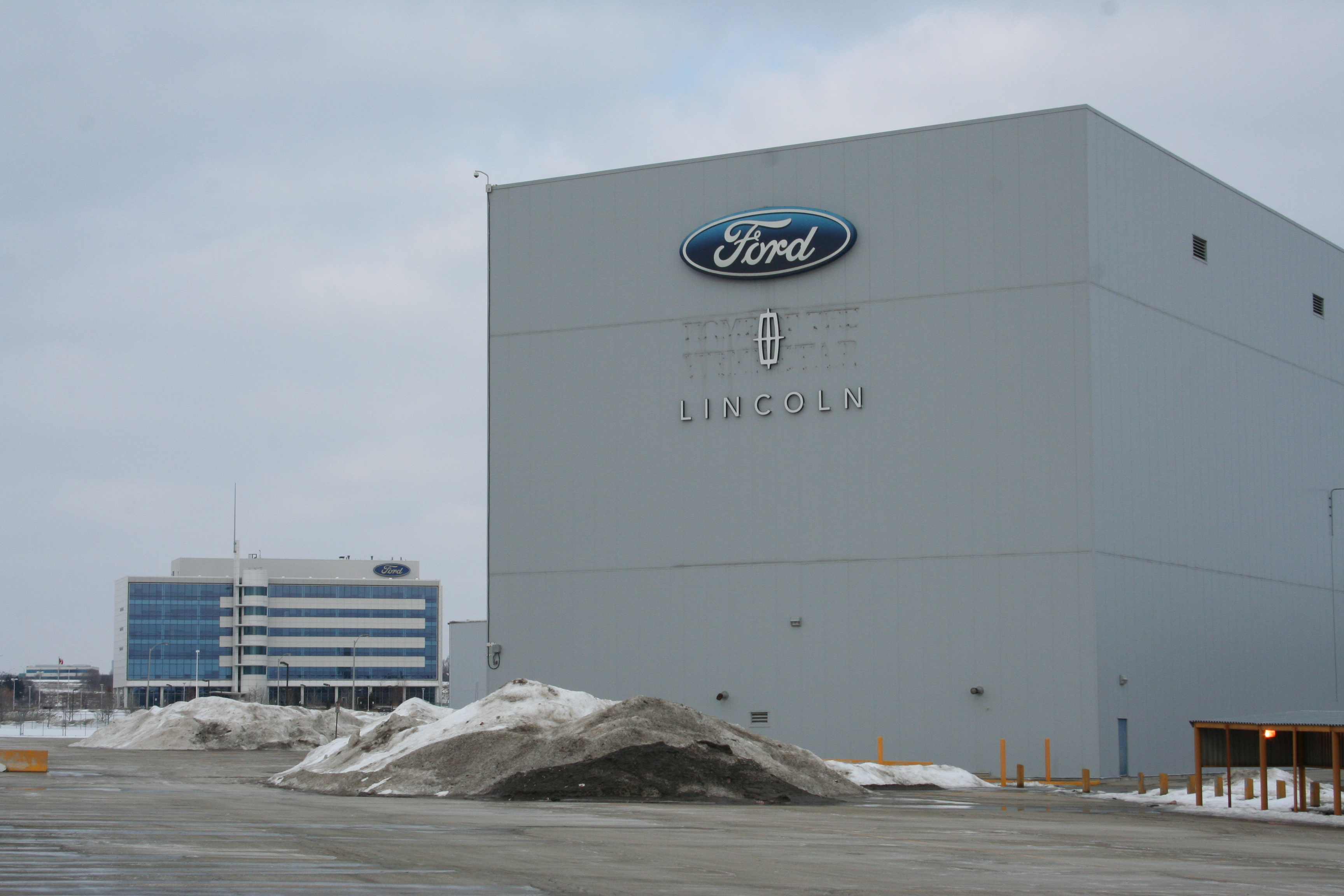
Fábrica da Ford na Grande Toronto

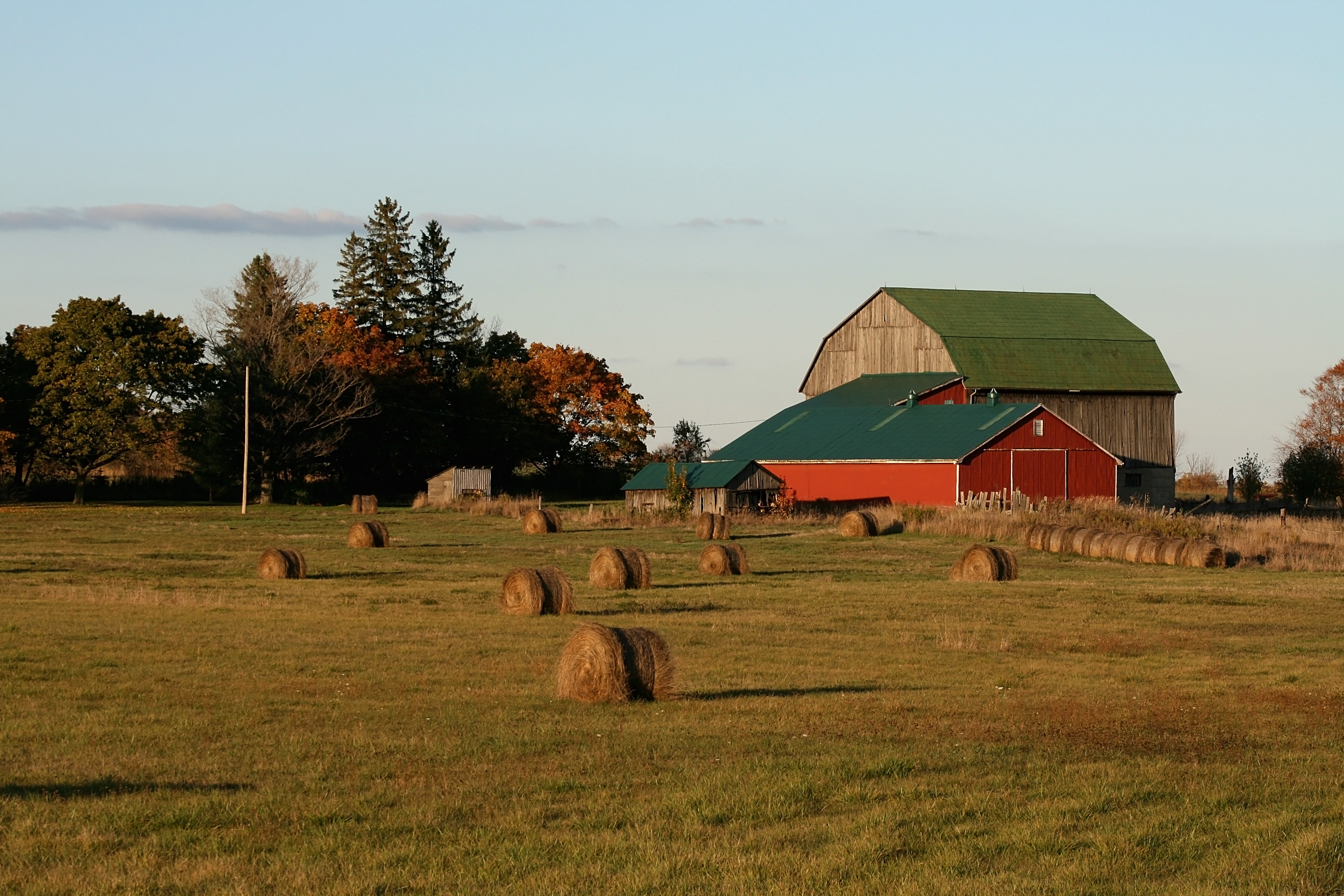
Uma fazenda na província de Ontário

O Canadá é um dos maiores fornecedores mundiais de produtos agrícolas; as pradarias canadenses são um dos mais importantes produtores de trigo, canola e outros cereais. O Canadá é o maior produtor mundial de zinco e urânio e é uma fonte global de muitos outros recursos naturais, como ouro, níquel, alumínio e chumbo. Muitas cidades no norte do Canadá, onde a agricultura é difícil, são sustentáveis por causa das minas próximas ou pelas suas fontes de madeira. O Canadá também tem um setor industrial bastante grande centrado no sul de Ontário e de Quebec, com os setores automóvel e aeronáutico representando indústrias particularmente importantes.
A integração econômica com os Estados Unidos tem aumentado significativamente desde a Segunda Guerra Mundial. Isto tem atraído a atenção dos nacionalistas do Canadá, que estão preocupados com a autonomia cultural e econômica do país na era da globalização, visto que as mercadorias e produtos de mídia estadunidenses se tornaram onipresentes. O Acordo de Comércio de Produtos Automotivos de 1965 abriu as fronteiras ao comércio na indústria automobilística entre os Estados Unidos e o Canadá. Na década de 1970, as preocupações com a autossuficiência energética e as participações estrangeiras nos setores de fabricação levaram o governo liberal do então primeiro-ministro Pierre Trudeau a decretar o Programa Nacional de Energia (NEP) e a Agência de Revisão do Investimento Estrangeiro (FIRA).
Em 1980, o governo do primeiro-ministro Brian Mulroney aboliu a NEP e mudou o nome da FIRA para "Investment Canada", com o intuito de encorajar o investimento estrangeiro. O Tratado de livre-comércio entre Canadá e Estados Unidos (TLC) de 1988, eliminou as tarifas aduaneiras entre os dois países, enquanto o Tratado Norte-Americano de Livre-Comércio (NAFTA) ampliou a zona de livre-comércio para incluir o México na década de 1990. Em meados da década de 1990, sob o governo liberal de Jean Chrétien, o país começou a alcançar excedentes orçamentais anuais e diminuiu sua dívida nacional. Em 2008, a crise financeira global causou uma recessão, o que poderá levar a taxa de desemprego do país atingir os 10%.

A indústria de mineração é fortemente apoiada pelo governo. O país abriga a sede e as principais subsidiárias da maioria das empresas de mineração do mundo. A legislação federal e provincial incentiva o desenvolvimento do mercado de ações ao permitir formas mais flexíveis de divulgação de depósitos do que em qualquer outro lugar, e a tributação é favorável aos negócios. Além disso, a rede diplomática canadense fornece apoio político no exterior para qualquer empresa mineradora registrada no país. O Primeiro Ministro Stephen Harper (2006–2015) disse que quer fazer do Canadá um dos maiores exportadores de recursos naturais do mundo. Ele tem sido criticado por enfraquecer deliberadamente as proteções ambientais existentes, a fim de favorecer a indústria, incluindo a mineração.

## Infraestrutura

### Educação

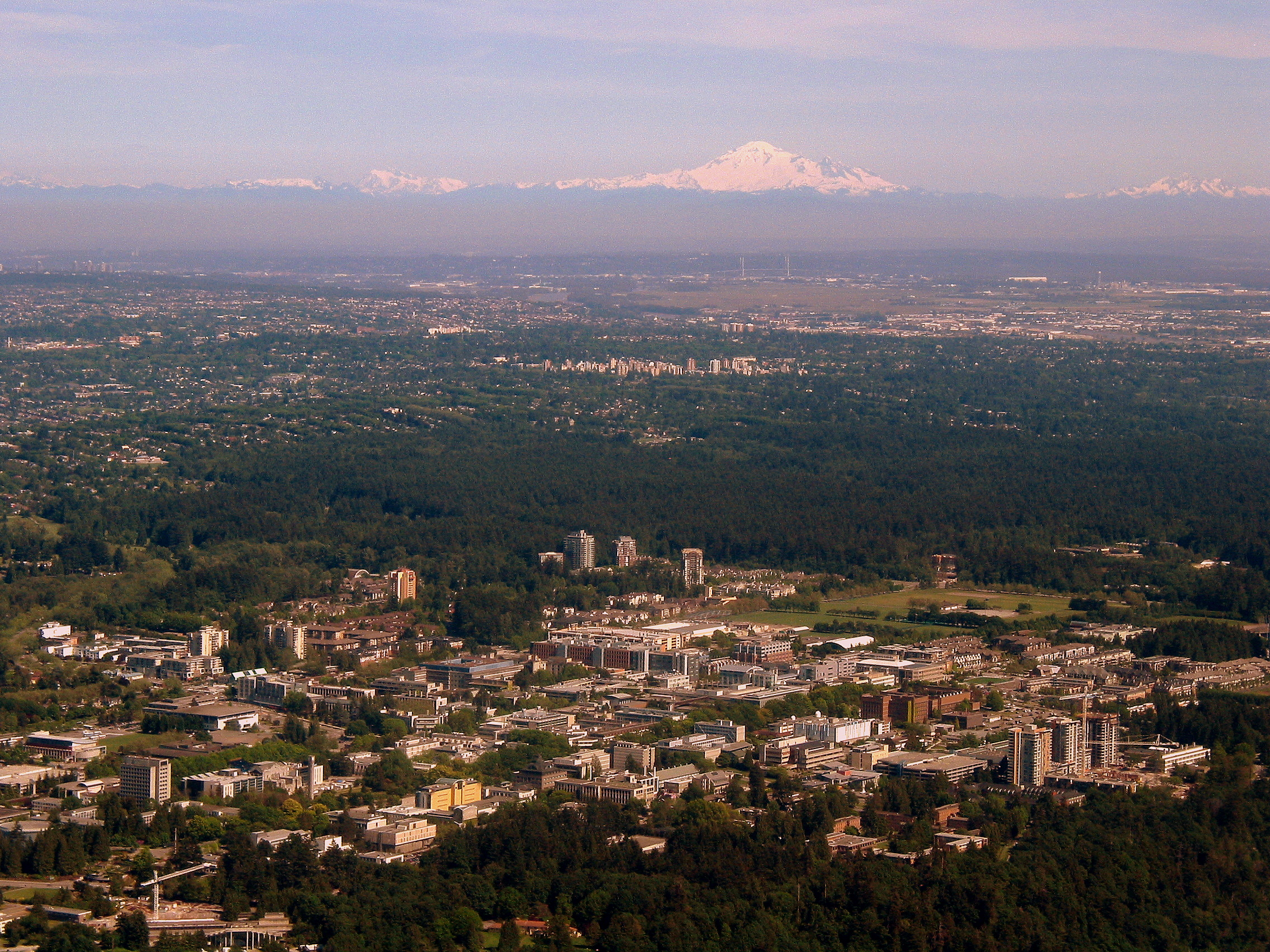
Campus da Universidade da Colúmbia Britânica, em Vancouver

De acordo com o relatório de 2012 da Organização para a Cooperação e Desenvolvimento Econômico (OCDE), o Canadá é um dos países mais educados do mundo. O país ocupa o primeiro lugar mundial no número de adultos com educação superior, com cerca de 51% da população adulta tendo obtido pelo menos uma graduação universitária ou um diploma universitário. O Canadá usa cerca de 5,3% do seu PIB em educação e também investe fortemente no ensino superior (mais de 20 000 dólares americanos por estudante). Em 2014, 89% dos adultos com idades entre 25 e 64 anos tinham o equivalente a um diploma do ensino médio, em comparação com uma média de 75%, dos países da OCDE.
Desde a adoção da seção 23 da Lei Constitucional de 1982, a educação em inglês e francês está disponível na maioria dos lugares do Canadá. As províncias e territórios canadenses são responsáveis por seus respectivos sistemas educacionais. Cada sistema é similar, embora reflita a cultura, história e geografia regionais. Os limites da escolaridade obrigatória, entrada até os 5–7 anos e pelo menos até aos 16–18 anos, contribuem com uma taxa de alfabetização de 99%. O ensino superior também é administrado pelos governos provinciais e territoriais, que fornecem a maior parte do financiamento, o governo federal administra bolsas de pesquisa adicionais, empréstimos estudantis e bolsas. Em 2002, 43% dos canadenses com idade entre 25 e 64 anos possuíam educação superior, e, para aqueles com idade entre 25 a 34 anos, a taxa de formação superior era de 51%. O Programa Internacional de Avaliação de Alunos indica que os estudantes canadenses possuem um desempenho bem acima da média da OCDE, particularmente em matemática, ciências e leitura.

### Ciência e tecnologia
O Canadá é uma nação industrial com um setor de ciência e tecnologia altamente desenvolvido. Cerca de 1,88% do PIB do Canadá é investido em pesquisa e desenvolvimento (P&D). O país tem dezoito laureados com prêmios Nobel de física, química e medicina e é o 12º país do mundo em termos de acesso à internet, com 28 milhões de usuários, 84,3% da população total.

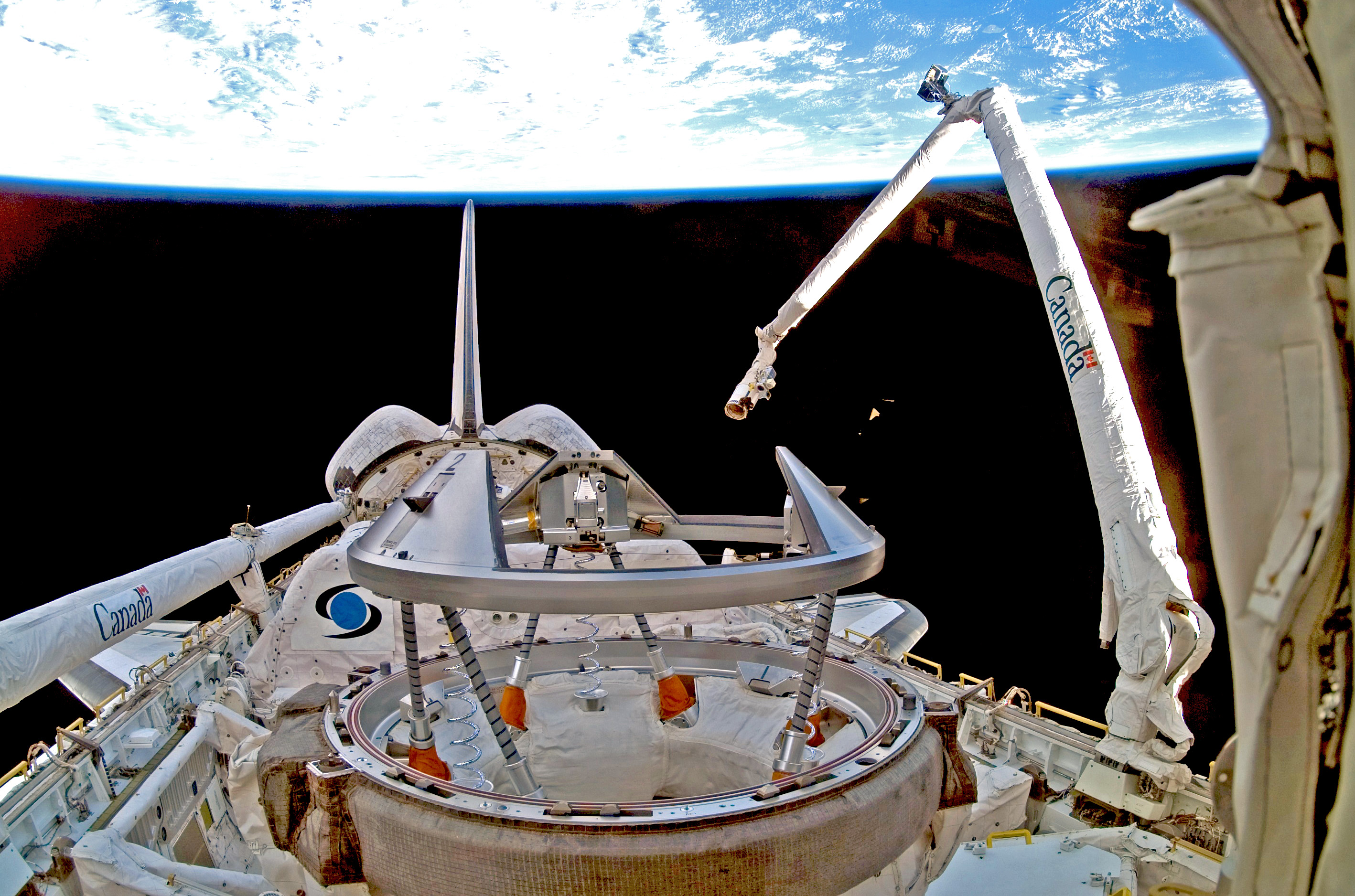
O Canadarm em ação no Ônibus Espacial Discovery durante a missão STS-116

A Defence Research and Development Canada (DRDC) é uma agência do Departamento de Defesa Nacional, cujo objetivo é responder às necessidades científicas e tecnológicas das Forças Canadenses. Ao longo dos anos, a DRDC tem sido responsável por inúmeras inovações e invenções de aplicação prática tanto no mundo civil quanto no mundo militar. Estes incluem o CADPAT, traje anti-G, CRV7, laser de dióxido de carbono e o gravador de dados de voo. A DRDC também contribui no desenvolvimento do mais avançado radar de varredura eletrônica ativa do mundo, como parte de um esforço internacional, envolvendo o Canadá, a Alemanha e os Países Baixos.
A Agência Espacial Canadense conduz pesquisas espaciais, planetárias e de aviação, assim como desenvolve foguetes e satélites. Em 1984, Marc Garneau tornou-se o primeiro astronauta do Canadá, servindo como especialista de carga da STS-41-G. O Canadá foi classificado em terceiro lugar entre os 20 países de topo nas ciências espaciais. O Canadá é um dos países participantes na Estação Espacial Internacional e um dos pioneiros do mundo em robótica espacial com o Canadarm, Canadarm2 e Dextre. Desde a década de 1960, as Indústrias Aeroespaciais do Canadá projetaram e construíram 10 satélites, incluindo o RADARSAT-1, o RADARSAT-2 e o MOST. O Canadá também produziu um dos mais bem sucedidos foguetes de sondagem, o Black Brant; mais de 1 000 foram lançados desde o início da sua produção em 1961. Universidades de todo o Canadá estão trabalhando no primeiro aterrissador do país: o Northern Light, projetado para procurar vida em Marte e pesquisar o ambiente de radiação eletromagnética e as propriedades da atmosfera do planeta vermelho. Se o Northern Light for bem-sucedido, o Canadá será o terceiro país a pousar em outro planeta.

### Saúde

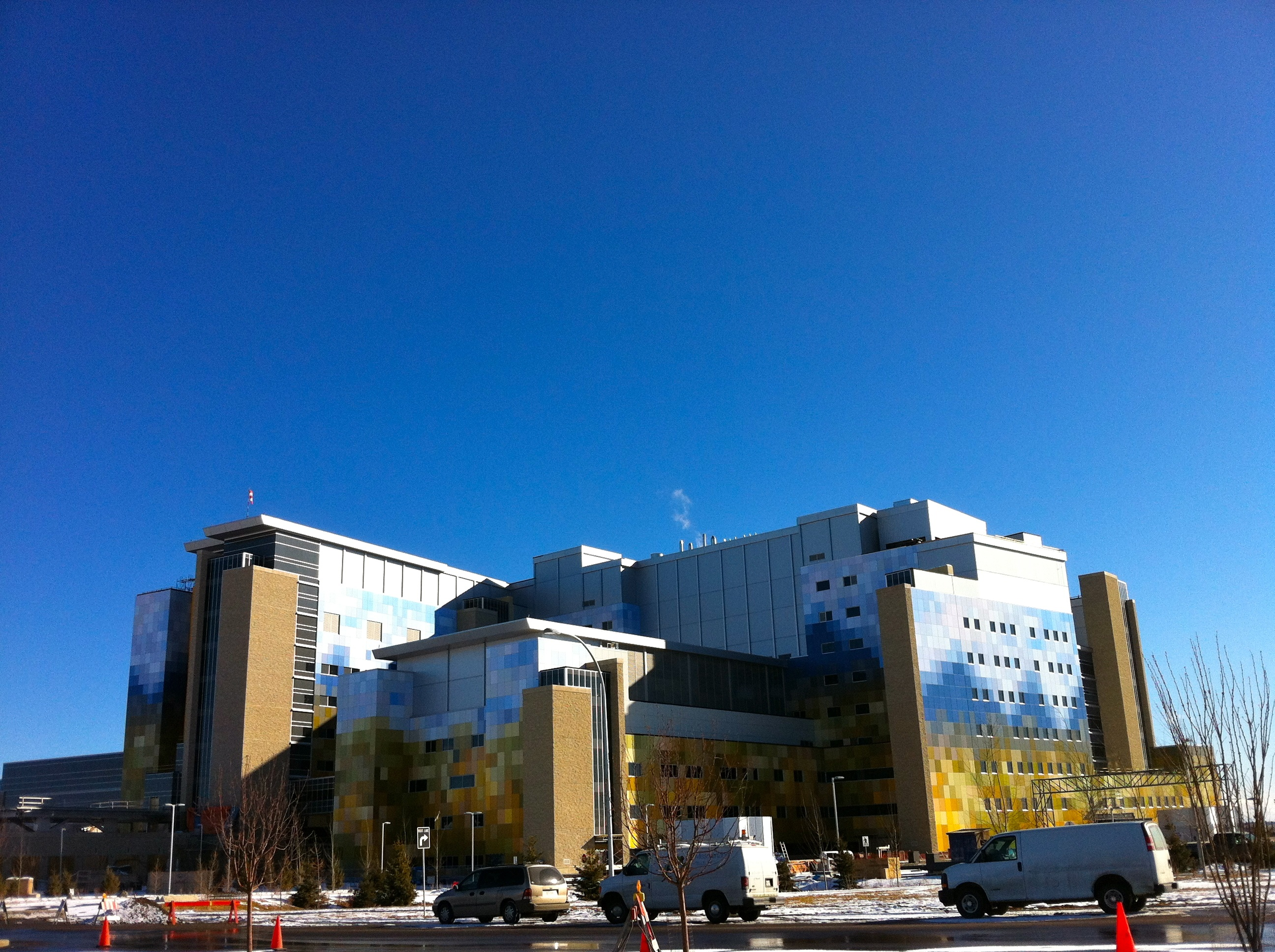
Hospital South Health Campus em Calgary

A assistência médica no Canadá é fornecida por meio de sistemas provinciais e territoriais com financiamento público, informalmente chamado Medicare. É guiado pelas disposições da Lei de Saúde do Canadá de 1984 e é universal. O acesso à saúde universal com financiamento público "é frequentemente considerado pelos canadenses como um valor-chave que garante seguro nacional de saúde para todos, onde quer que morem no país". No entanto, 30% dos cuidados de saúde dos canadenses são pagos pelo setor privado. Isso se aplica principalmente a serviços não cobertos ou parcialmente cobertos pelo Medicare, como medicamentos prescritos, odontologia e optometria.
Aproximadamente 65 a 75% dos canadenses têm algum tipo de seguro de saúde suplementar relacionado às razões acima mencionadas; muitos o recebem através de seus empregadores ou usam programas secundários de serviço social relacionados à cobertura estendida para famílias que recebem assistência social ou são vulneráveis, como idosos, menores e pessoas com deficiência.
Em 2017, o Instituto Canadense de Informações em Saúde informou que os gastos com saúde atingiram 242 bilhões de dólares, ou 11,5% do produto interno bruto (PIB) do Canadá naquele ano. Os gastos per capita do Canadá o classificam entre os sistemas de saúde mais caros da OCDE. O Canadá teve um desempenho próximo ou acima da média na maioria dos indicadores de saúde da OCDE desde o início dos anos 2000. Em 2017, o Canadá ficou acima da média nos indicadores da OCDE em critérios como tempos de espera e acesso ao sistema, com pontuações médias em qualidade de atendimento e uso de recursos.

### Transportes
O Canadá é um país desenvolvido, cuja economia inclui a extração e exportação de matérias-primas de seu vasto território. Devido a isso, o país tem um sistema de transporte que inclui mais de 1 400 000 km de estradas, 10 aeroportos internacionais principais, 300 aeroportos menores, 72 093 km de vias férreas operacionais e mais de 300 portos comerciais e portos que dão acesso aos oceanos Pacífico, Atlântico e Ártico, bem como aos Grandes Lagos e ao canal de São Lourenço. Em 2005, o setor de transporte respondia por 4,2% do PIB do Canadá, em comparação com os 3,7% das indústrias de mineração, petróleo e extração de gás natural.
Em 2007, o Canadá tinha um total de 72 212 km de ferrovias de cargas e passageiros. As receitas totais de serviços de transporte ferroviário em 2006 foram de US$ 10,4 bilhões, dos quais apenas 2,8% foram provenientes de serviços de passageiros. A Canadian National Railway e a Canadian Pacific Railway são as duas principais companhias de frete ferroviário do país, cada uma tendo operações em toda a América do Norte. Em 2007, 357 milhões de toneladas/quilômetro de mercadorias e 4,33 milhões de passageiros foram transportados por via férrea. 34 281 pessoas foram empregadas pela indústria ferroviária no mesmo ano.
Há um total de 1 042 300 km de estradas no país, dos quais 413 600 km são pavimentadas, incluindo 17 000 km de vias expressas. Em 2006, 626 700 km não estavam pavimentadas. O transporte rodoviário gerou 35% do PIB total do transporte, contra 25% para o transporte ferroviário, aquático e aéreo combinados, sendo as estradas o principal meio de transporte de passageiros e mercadorias do país. A Rodovia Trans-Canadá atravessa todo o país e é uma das mais longas rodovias do mundo, com 8 030 km de extensão. O segmento da Via Expressa Macdonald-Cartier que passa por Toronto é o trecho rodoviário mais movimentado da América do Norte, e um dos mais amplos e movimentados do mundo.
Em 2005, 139,2 milhões de toneladas de carga foram carregadas e descarregadas nos portos canadenses. O Porto de Vancouver é o porto mais movimentado do Canadá, tendo passado por ali 68 milhões de toneladas ou 15% do total do transporte doméstico e internacional do Canadá em 2003.
O transporte aéreo compunha 9% do PIB do setor de transportes canadense em 2005. A maior companhia aérea do país é a Air Canada, que teve 34 milhões de clientes em 2006 e, em abril de 2010, operava com 363 aviões. A indústria aérea canadense viu uma alteração significativa após a assinatura do acordo de céus abertos entre EUA-Canadá, em 1995, quando o mercado tornou-se menos regulado e mais competitivo. Dos mais de 1 700 aeródromos, aeroportos certificados, heliportos e bases de hidroaviões registrados, 26 são especialmente designados pelo Sistema Nacional de Aeroportos do Canadá: incluem todos os aeroportos que lidam com 200 mil ou mais passageiros a cada ano, bem como o principal aeroporto que serve cada capital federal, provincial e territorial. Os três principais aeroportos do país por número de passageiros são o Aeroporto Internacional Toronto Pearson (sendo também o maior do país), o Aeroporto Internacional de Vancouver e o Aeroporto Internacional Pierre Elliott Trudeau em Montreal.

### Telecomunicações e energia

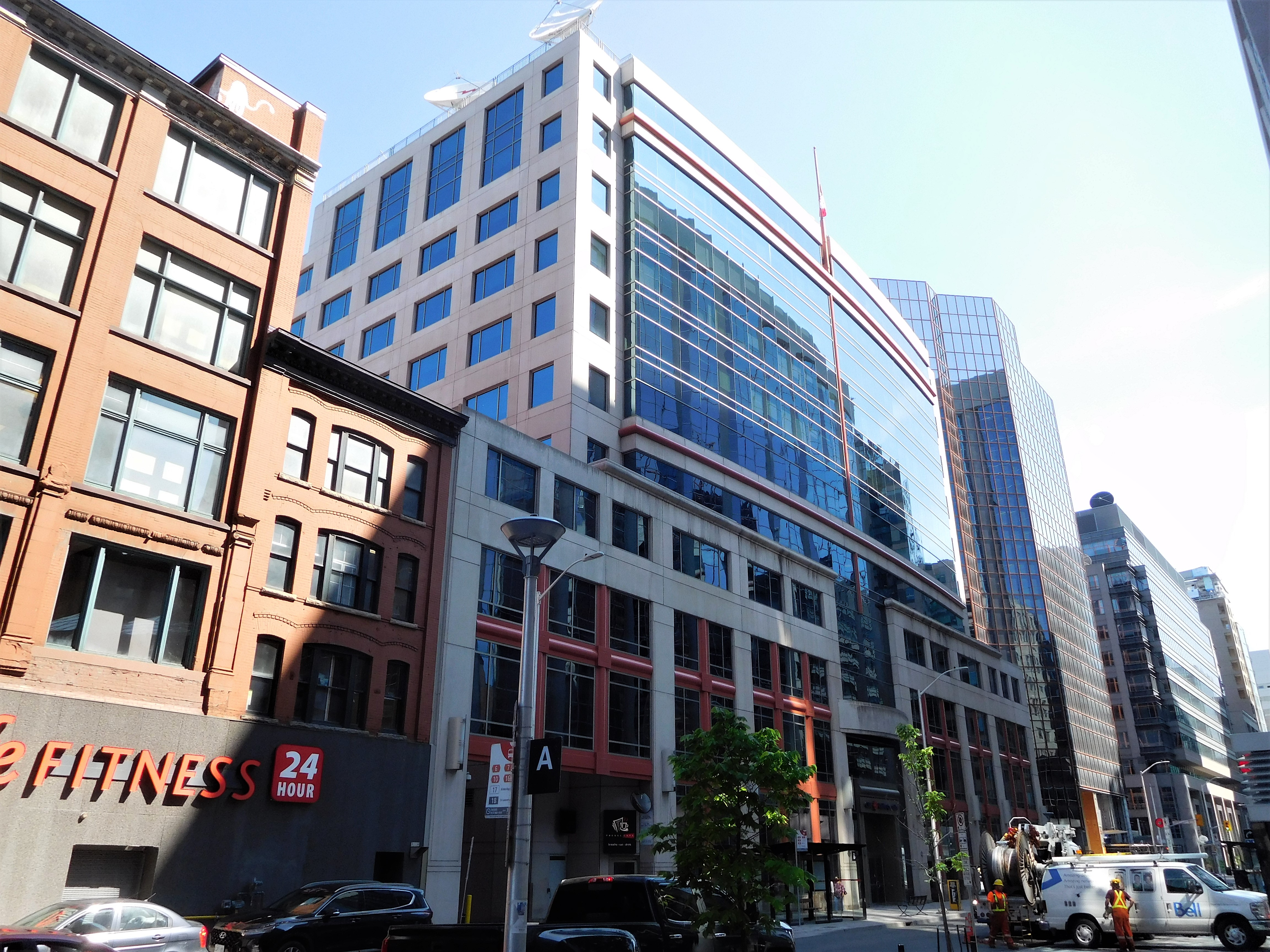
Sede da Canadian Broadcasting Corporation em Toronto

Cerca de 100 jornais diários em inglês e dez jornais diários em francês são impressos no Canadá. O jornal que possui a maior circulação do país é o Toronto Star, publicado em língua inglesa. O jornal francófono de maior circulação no Canadá (e também do mundo, fora da França) é o Le Journal de Montréal. Cerca de 1 500 periódicos são impressos e publicados no Canadá. Os periódicos de maior circulação do país são Maclean's e Chatelaine.
A mídia e a indústria do entretenimento estadunidenses são populares, se não dominantes, no Canadá anglófono; inversamente, muitos produtos culturais canadenses e artistas são bem sucedidos nos Estados Unidos e no mundo.
Muitos produtos culturais são comercializados em direção a um unificado mercado "norte-americano" ou global. A criação e a preservação da cultura distintamente canadense são apoiadas por programas do governo federal do país, através de leis e instituições como a Canadian Broadcasting Corporation (CBC), o National Film Board of Canada e da Canadian Radio-television and Telecommunications Commission.
Em 2021, o Canadá tinha, em energia elétrica renovável instalada, 82 740 MW em energia hidroelétrica (4º maior do mundo), 14 304 MW em energia eólica (9º maior do mundo), 3 630 MW em energia solar (23º maior do mundo) e 2 271 MW em biomassa.

## Cultura

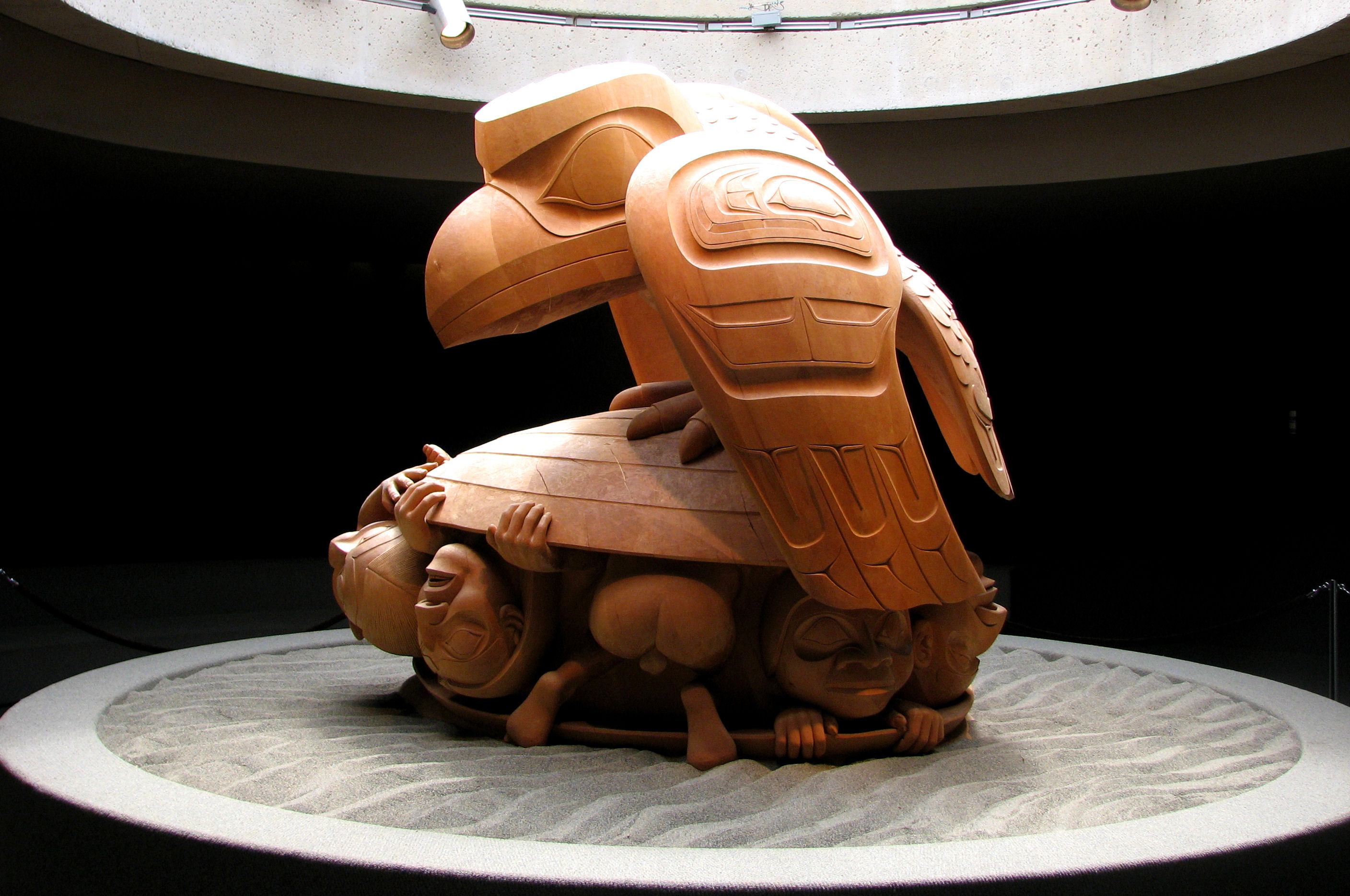
Escultura Corvo e O Primeiro Homem, de Bill Reid, mostrando parte de um mito da criação do povo haida. O corvo é uma figura comum em muitas mitologias da cultura aborígine

A cultura canadense tem sido historicamente influenciada por culturas e tradições de britânicos, franceses e indígenas. Existem diferentes culturas, línguas, arte e música aborígines por todo o Canadá. Muitas palavras, invenções e jogos norte-americanos indígenas tornaram-se parte da linguagem cotidiana do Canadá. A canoa, raquetes de neve, tobogã, lacrosse, cabo de guerra, xarope de ácer e o tabaco são exemplos de produtos, invenções e jogos. Algumas das palavras da língua inglesa de origem indígena incluem barbecue, caribou, chipmunk, woodchuck, hammock, skunk, mahogany, hurricane e moose. Várias áreas, cidades e rios das Américas têm nomes de origem indígena. O nome da província de Saskatchewan deriva do nome em língua cree do rio Saskatchewan, "Kisiskatchewani Sipi". O nome da capital do Canadá, Ottawa, vem do termo "adawe", que em língua algonquina significa "negociar". O Dia Nacional dos Aborígines reconhece as culturas e as contribuições dos povos aborígines do Canadá.
A cultura do país foi fortemente influenciada pela imigração vinda de todo o mundo. Muitos canadenses valorizam o multiculturalismo e veem o Canadá como sendo inerentemente multicultural. No entanto, a cultura do país tem sido fortemente influenciada pela cultura estadunidense por causa da proximidade e da alta taxa de migração entre os dois países. A grande maioria dos imigrantes de língua inglesa que veio para o Canadá entre 1755 e 1815 eram estadunidenses das Treze Colônias; durante e imediatamente após a Guerra da Independência dos Estados Unidos, 46 000 estadunidenses leais à coroa britânica vieram para o Canadá. Entre 1785 e 1812, mais estadunidenses emigraram para o Canadá, em resposta às promessas de terra.

### Artes e música

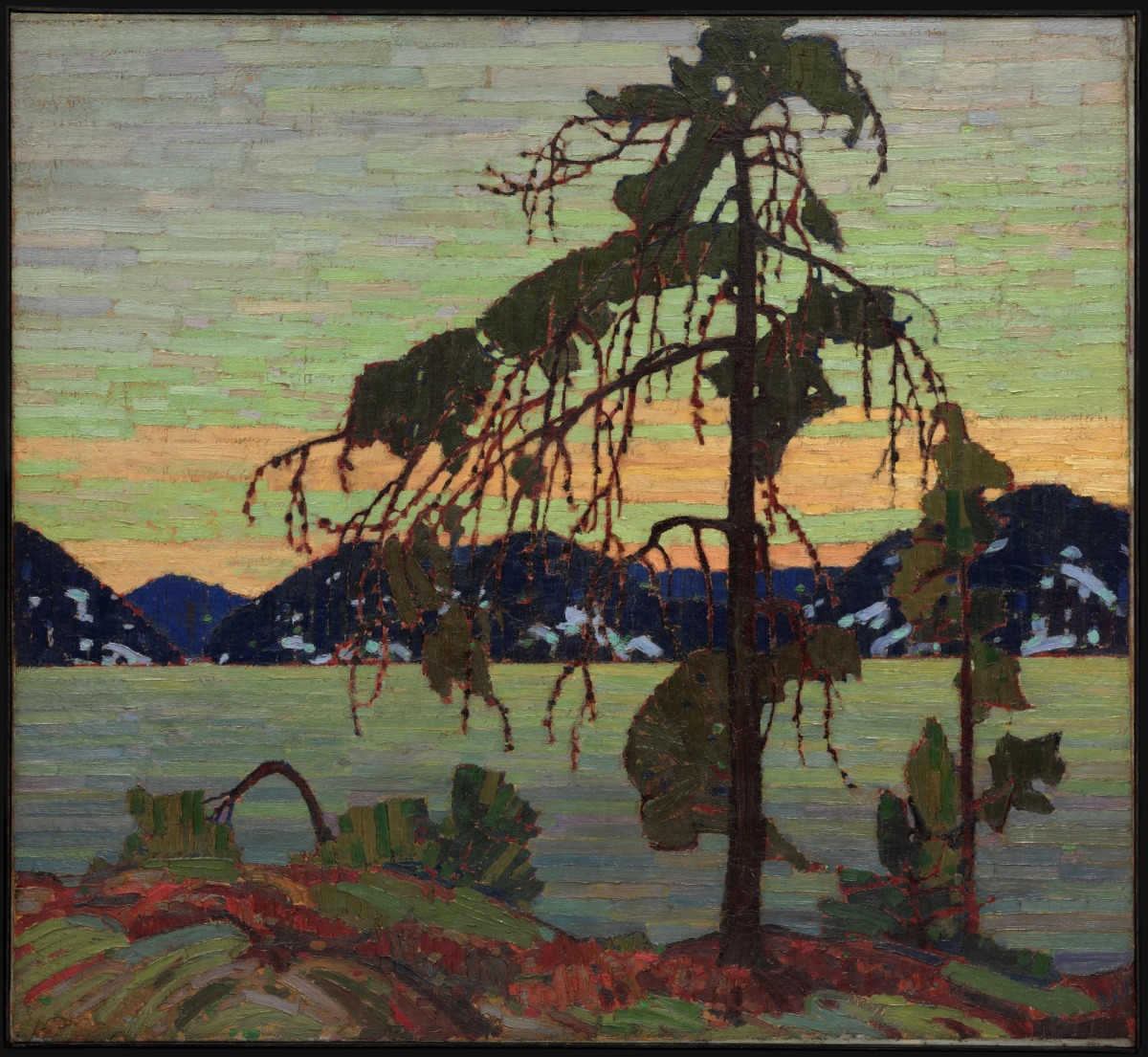
O pinheiro, de Tom Thomson, 1916; óleo sobre tela, na coleção da Galeria Nacional do Canadá

As artes visuais canadenses têm sido dominadas por Tom Thomson — o mais famoso pintor do Canadá — e pelo Grupo dos Sete. A curta carreira de Thomson pintando paisagens canadenses durou apenas uma década até sua morte em 1917 aos 39 anos. O Grupo dos Sete era composto por pintores com um foco nacionalista e idealista, que exibiram suas obras distintas pela primeira vez em maio de 1920. Embora referido como tendo sete membros, cinco artistas — Lawren Harris, A. Y. Jackson, Arthur Lismer, J. E. H. MacDonald e Frederick Varley — foram responsáveis por articular as ideias do grupo. Eles juntaram-se brevemente com Frank Johnston e com o artista comercial Franklin Carmichael. A. J. Casson passou a fazer parte do Grupo em 1926. Outra associada do grupo foi a proeminente artista canadense Emily Carr, conhecida por suas paisagens e retratos dos povos indígenas da costa noroeste do Pacífico.
O Canadá tem uma infraestrutura e uma indústria de música desenvolvida, com a radiodifusão regulada pela Canadian Radio-television and Telecommunications Commission. A indústria musical canadense tem produzido compositores, músicos e conjuntos renomados internacionalmente, tais como Guy Lombardo, Murray Adaskin, Rush, Joni Mitchell e Neil Young. Vencedores canadenses de vários Grammy Awards incluem Michael Bublé, Celine Dion, K. D. Lang, Sarah McLachlan, Alanis Morissette e Shania Twain. Outros cantores famosos são Avril Lavigne, Justin Bieber e a luso-canadense Nelly Furtado.A Academia Canadense de Artes e Ciências administra os prêmios da indústria fonográfica do Canadá, como os Juno Awards, que tiveram início em 1970 e são considerados a principal premiação musical do país.

### Símbolos nacionais

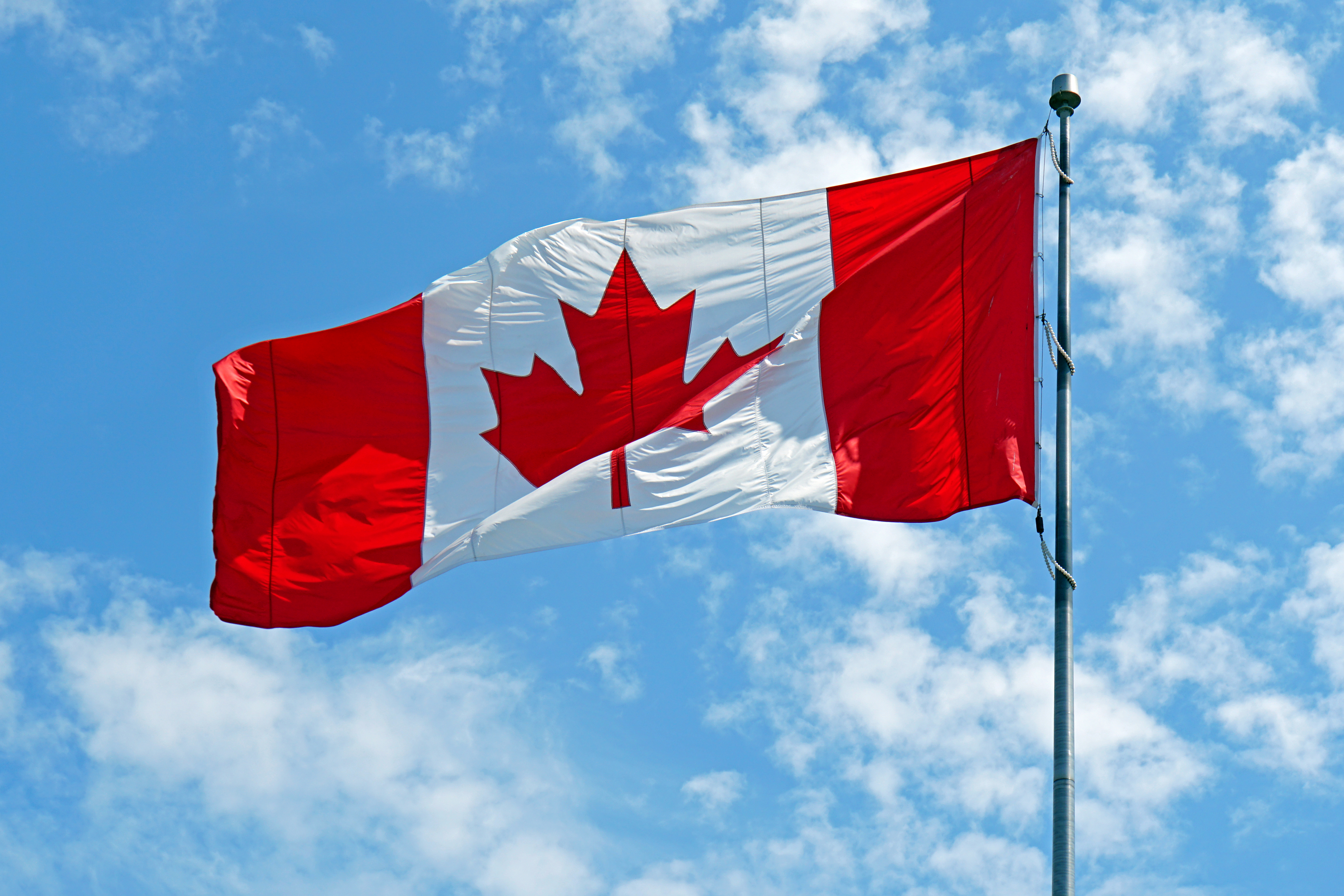
Bandeira do Canadá em Halifax

Os símbolos nacionais do Canadá são influenciados por fatores naturais, históricos e aborígines. O uso da folha de bordo como um símbolo do Canadá data do início do século XVIII. A folha de bordo é representada em bandeiras atuais e anteriores do Canadá, na moeda de um centavo, e no Brasão de Armas. Outros símbolos nacionais proeminentes incluem o castor, ganso-do-canadá, mobelha-grande, a Coroa, a Real Polícia Montada do Canadá, e, mais recentemente, o totem e o Inukshuk.
O hino nacional do Canadá, O Canada, foi adotado em 1980, originalmente encomendado pelo vice-governador de Quebec, o Sr. Théodore Robitaille, para a cerimônia do Feriado Nacional de Quebec de 1880. Calixa Lavallée compôs a música, que foi uma adaptação de um poema patriótico composto pelo poeta e juiz Sir Adolphe-Basile Routhier. O texto foi escrito originalmente apenas em francês, antes de ter sido traduzido para o inglês em 1906.

### Esportes

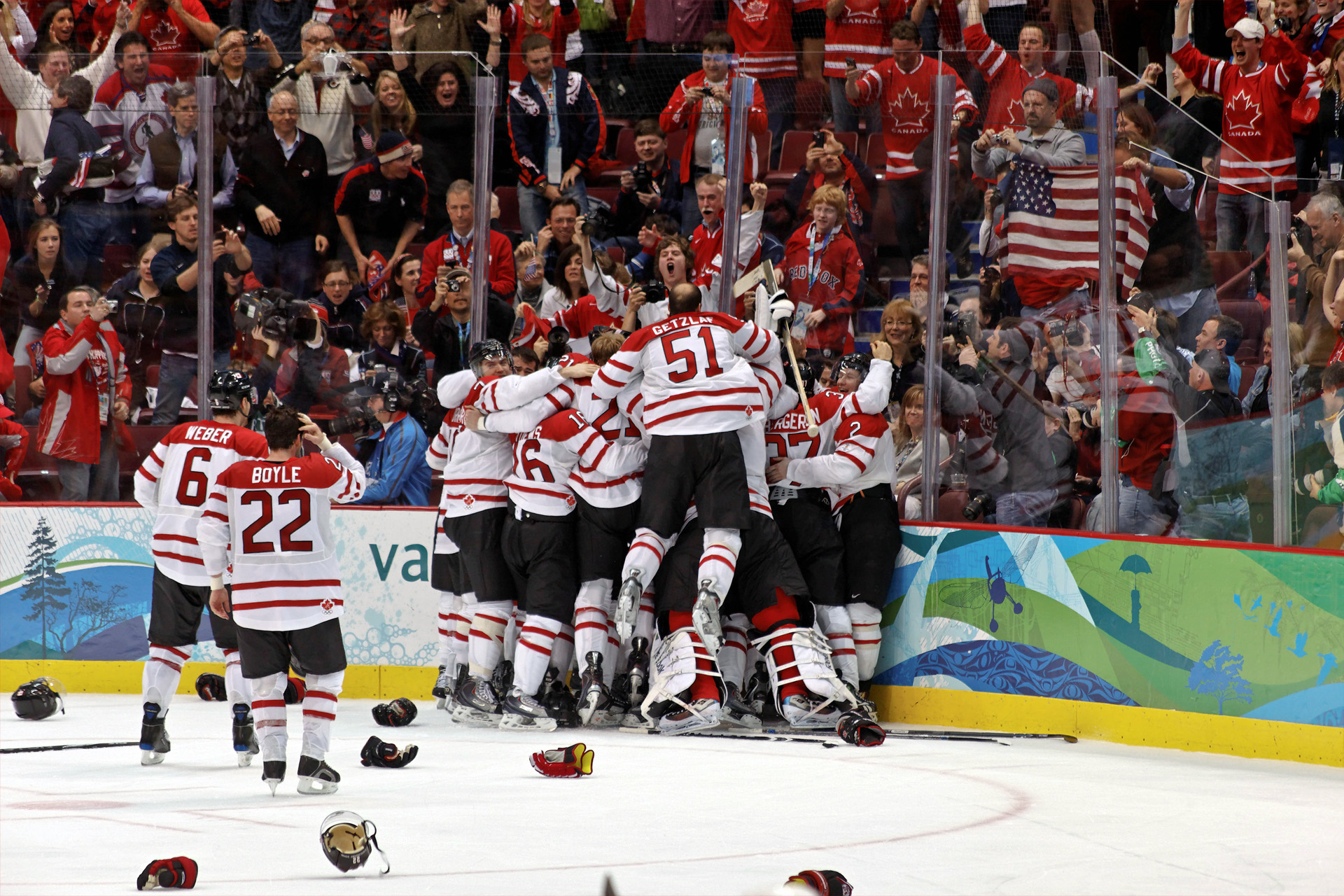
A Seleção Canadense Masculina de Hóquei no Gelo comemora a conquista da medalha de ouro nos Jogos Olímpicos de Inverno de 2010 em Vancouver

Os esportes oficiais nacionais do Canadá são o hóquei no gelo no inverno e lacrosse no verão. O hóquei é um passatempo nacional e o esporte mais popular no país. Também é o esporte mais jogado pelos canadenses, com 1,65 milhões de participantes em 2004. As seis maiores regiões metropolitanas do Canadá, Toronto, Montreal, Vancouver, Ottawa, Calgary e Edmonton têm franquias da National Hockey League (NHL), e há mais jogadores do Canadá na NHL que de todos os outros países combinados. Outros esportes populares incluem o curling e o futebol canadense, sendo este último jogado profissionalmente na Canadian Football League (CFL). Golfe, baseball, esqui, futebol, voleibol e basquetebol são amplamente jogados em níveis juvenis e amadores, mas ligas profissionais e franquias não estão generalizadas.
O Canadá tem sediado vários grandes eventos esportivos internacionais, incluindo os Jogos Olímpicos de Verão de 1976 em Montreal, os Jogos Olímpicos de Inverno de 1988 em Calgary e o Campeonato Mundial de Futebol Sub-20 de 2007. O Canadá também foi o país anfitrião dos Jogos Olímpicos de Inverno de 2010 em Vancouver e Whistler, na Colúmbia Britânica, e dos Jogos Pan-Americanos de 2015 em Toronto.

### Feriados nacionais
| Data                               | Nome local (inglês/francês)      | Nome em português     | Observações |
| ---------------------------------- | -------------------------------- | --------------------- | --- |
| 1º de janeiro                      | New Year's Day/Jour de l'an      | Ano Novo              | |
| (varia)                            | Good Friday/Vendredi saint       | Sexta-feira santa     | Geralmente celebrado em abril.                                                                                  |
| (varia)                            | Easter Monday/Pâques             | Páscoa                | Geralmente celebrado em abril.                                                                                  |
| 1ª segunda-feira após 25 de maio   | Victoria Day/Fête de la Reine    | Dia da Rainha         | Celebração do aniversário da Rainha (do Commonwealth). Em Quebec, o dia dos patriotas é celebrado no mesmo dia. |
| 1º de julho                        | Canada Day/Fête du Canada        | Dia do Canadá         | Dia da independência (formação da Confederação do Canadá), em 1867.                                             |
| Primeira segunda-feira de setembro | Labour Day/Fête du travail       | Dia do Trabalho       | |
| Segunda segunda-feira de outubro   | Thanksgiving/Action de grâce     | Ação de Graças        | Dia de dar graças pelo que se tem no final da época das colheitas.                                              |
| 11 de novembro                     | Remembrance Day/Jour du souvenir | Dia da Lembrança      | Homenagem aos mortos de guerra do Canadá.                                                                       |
| 25 de dezembro                     | Christmas/Noël                   | Natal                 | Celebração do nascimento de Jesus Cristo.                                                                       |
| 26 de dezembro                     | Boxing Day/Lendemain de Noël     | Dia do encaixotamento | |